# Olympische Geschichte Kubas
| Gelbes Symbol für Goldmedaillen mit stilisierten Olympischen Ringen | Graues Symbol für Silbermedaillen mit stilisierten Olympischen Ringen | Braundes Symbol für Bronzemedaillen mit stilisierten Olympischen Ringen |
| ------------------------------------------------------------------- | --------------------------------------------------------------------- | ----------------------------------------------------------------------- |
| 77                                                                  | 67                                                                    | 71                                                                      |

Kuba, dessen NOK, das Comité Olímpico Cubano, 1926 gegründet und 1954 vom IOC anerkannt wurde, nimmt seit 1900 an Olympischen Sommerspielen teil. Zu Winterspielen wurden kubanische Sportler bislang nicht geschickt. Auch an den bislang ausgetragenen Jugend-Sommerspielen nahm Kuba teil.

## Allgemeines

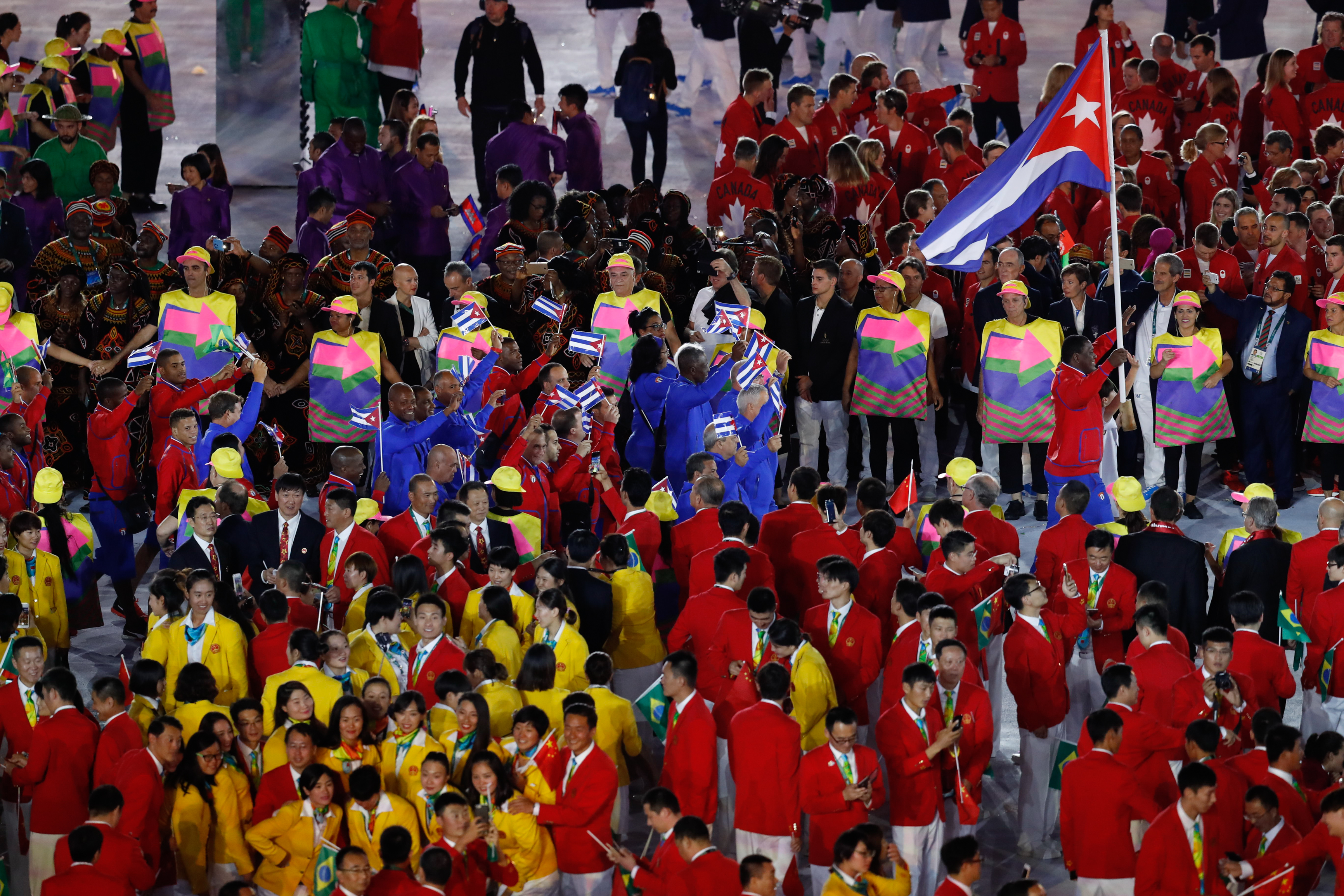
Kuba beim Einmarsch der Nationen 2016

Kuba ist die zweiterfolgreichste Nation Amerikas hinter den USA und die erfolgreichste Lateinamerikas. Ebenfalls am erfolgreichsten ist Kuba unter den Nationen, die nur an Sommerspielen teilgenommen hat. Von den Nationen, die noch nie Olympische Spiele ausgerichtet hat, ist Kuba die vierterfolgreichste Nation hinter Ungarn, Rumänien und Polen. Mit 34 Olympiasiegen und 67 Medaillen insgesamt ist Kuba, hinter den USA, die zweiterfolgreichste Boxnation bei Olympischen Spielen. Im Baseball, von 1992 bis 2008 bei fünf Olympischen Spielen im Programm, ist Kuba die führende Nation mit drei Olympiasiegen und zwei Silbermedaillen. In der olympischen Kernsportart Leichtathletik rangiert Kuba mit zehn Olympiasiegen und 41 Medaillen auf Platz 20. Im Ringen liegt Kuba mit neun Olympiasiegen und 22 Medaillen gesamt auf Platz 12, im Judo mit sechs Olympiasiegen bei 36 Medaillen sogar auf Platz 5.
Der erste Olympiateilnehmer Kubas war am 1. Juni 1900 der Fechter Ramón Fonst. Mit seinem Sieg in der Degenkonkurrenz war er zugleich der erste kubanische Medaillengewinner und Olympiasieger. Fonst gewann 1900 und 1904 insgesamt fünf Medaillen. Damit ist er der erfolgreichste Olympionike in der kubanischen Olympiahistorie.
Am 23. November 1956 nahm mit der Leichtathletin Bertha Díaz die erste kubanische Frau an Olympischen Spielen teil. Die ersten Medaillen der Frauen gewann 1968 in Mexiko-Stadt mit Silber die 4-mal-100-Meter-Staffel. Die erste Medaille einer Frau in einer Einzeldisziplin gewann die Leichtathletin Silvia Chivás, die 1972 Dritte über 100 Meter wurde. Die Speerwerferin María Caridad Colón wurde 1980 die erste kubanische Olympiasiegerin.
Zu Beginn waren die kubanischen Olympiamannschaften relativ klein. In Paris 1900 nahm mit Ramón Fonst nur ein Kubaner teil. Erst 1948 in London war die Mannschaftsstärke zweistellig. 1968 überstieg sie erstmals die 100-Marke, 1980 die 200-Marke. Die größte Mannschaft mit 229 Athleten nahm 2000 in Sydney teil.
1992 war Kuba am erfolgreichsten. 14 Olympiasiege bei insgesamt 31 Medaillen standen zu Buche. Bei allen Teilnahmen seit 1964 wurde mindestens eine Goldmedaille gewonnen.
Kuba boykottierte die Spiele 1984 in Los Angeles, damit schloss man sich dem Boykottaufruf der Sowjetunion an. Begründet wurde der Boykott mit angeblich mangelnder Sicherheit der Athleten. Kuba nahm, wie auch andere Länder, die die Spiele von Los Angeles boykottierten, an der Gegenveranstaltung Wettkämpfe der Freundschaft teil.
Auch den Spielen von Seoul 1988 blieb Kuba fern. Staatschef Fidel Castro hatte im Vorfeld Nordkorea bei seiner Forderung nach Mitausrichtung der Spiele unterstützt. Nachdem das IOC den nordkoreanischen Forderungen nicht nachgekommen war, boykottierte Nordkorea die Spiele seines Nachbarlandes. Kuba zeigte sich, wie auch Nicaragua, die Seychellen, Albanien, Madagaskar und Äthiopien, solidarisch mit Nordkorea und schickte keine Mannschaft nach Seoul.

## Bewerbungen für die Ausrichtungen der Olympischen Spiele
Die kubanische Hauptstadt Havanna hat sich drei Mal um die Ausrichtung Olympischer Sommerspiele beworben. Die erste Bewerbung fand für die Ausrichtung der 7. Olympischen Sommerspiele 1920 statt. Auf der 17. IOC-Session in Lausanne wurden die Spiele jedoch an Antwerpen vergeben.
Havanna bewarb sich erst wieder um die Ausrichtung der 29. Olympischen Sommerspiele 2008, jedoch wurde die Bewerbung vom IOC nicht akzeptiert. Gleiches geschah mit der Bewerbung für die darauf folgenden Sommerspiele 2012. Das IOC akzeptierte auch diese Bewerbung nicht.

## Übersicht der Teilnahmen

### Sommerspiele
| Jahr      | Athleten                                         | Athleten                                         | Athleten                                         | Flaggenträger                                    | Medaillen                                        | Medaillen                                        | Medaillen                                        | Medaillen                                        | Medaillen                                        |
| Jahr      | Gesamt                                           | m                                                | w                                                | Flaggenträger                                    |                                                  |                                                  |                                                  | Gesamt                                           | Rang                                             |
| --------- | ------------------------------------------------ | ------------------------------------------------ | ------------------------------------------------ | ------------------------------------------------ | ------------------------------------------------ | ------------------------------------------------ | ------------------------------------------------ | ------------------------------------------------ | ------------------------------------------------ |
| 1896      | nicht teilgenommen                               | nicht teilgenommen                               | nicht teilgenommen                               | nicht teilgenommen                               | nicht teilgenommen                               | nicht teilgenommen                               | nicht teilgenommen                               | nicht teilgenommen                               | nicht teilgenommen                               |
| 1900      | 1                                                | 1                                                | 0                                                |                                                  | 1                                                | 1                                                |                                                  | 2                                                | 12                                               |
| 1904      | 3                                                | 3                                                | 0                                                |                                                  | 3                                                |                                                  |                                                  | 3                                                | 4                                                |
| 1908–1920 | nicht teilgenommen                               | nicht teilgenommen                               | nicht teilgenommen                               | nicht teilgenommen                               | nicht teilgenommen                               | nicht teilgenommen                               | nicht teilgenommen                               | nicht teilgenommen                               | nicht teilgenommen                               |
| 1924      | 9                                                | 9                                                | 0                                                | Ramón Fonst                                      |                                                  |                                                  |                                                  |                                                  |                                                  |
| 1928      | 1                                                | 1                                                | 0                                                | José Barrientos                                  |                                                  |                                                  |                                                  |                                                  |                                                  |
| 1932      | drei Musiker als Teilnehmer der Kunstwettbewerbe | drei Musiker als Teilnehmer der Kunstwettbewerbe | drei Musiker als Teilnehmer der Kunstwettbewerbe | drei Musiker als Teilnehmer der Kunstwettbewerbe | drei Musiker als Teilnehmer der Kunstwettbewerbe | drei Musiker als Teilnehmer der Kunstwettbewerbe | drei Musiker als Teilnehmer der Kunstwettbewerbe | drei Musiker als Teilnehmer der Kunstwettbewerbe | drei Musiker als Teilnehmer der Kunstwettbewerbe |
| 1936      | nicht teilgenommen                               | nicht teilgenommen                               | nicht teilgenommen                               | nicht teilgenommen                               | nicht teilgenommen                               | nicht teilgenommen                               | nicht teilgenommen                               | nicht teilgenommen                               | nicht teilgenommen                               |
| 1948      | 53                                               | 53                                               | 0                                                | Raúl García                                      |                                                  | 1                                                |                                                  | 1                                                | 28                                               |
| 1952      | 29                                               | 29                                               | 0                                                | Federico „Fico“ Lopez                            |                                                  |                                                  |                                                  |                                                  |                                                  |
| 1956      | 16                                               | 15                                               | 1                                                | Manuel Sanguily                                  |                                                  |                                                  |                                                  |                                                  |                                                  |
| 1960      | 12                                               | 9                                                | 3                                                | José Yáñez                                       |                                                  |                                                  |                                                  |                                                  |                                                  |
| 1964      | 27                                               | 25                                               | 2                                                | Ernésto Varona                                   |                                                  | 1                                                |                                                  | 1                                                | 30                                               |
| 1968      | 115                                              | 101                                              | 14                                               | Héctor Ramírez                                   |                                                  | 4                                                |                                                  | 4                                                | 31                                               |
| 1972      | 137                                              | 109                                              | 28                                               | Teófilo Stevenson                                | 3                                                | 1                                                | 4                                                | 8                                                | 14                                               |
| 1976      | 156                                              | 132                                              | 24                                               | Teófilo Stevenson                                | 6                                                | 4                                                | 3                                                | 13                                               | 8                                                |
| 1980      | 208                                              | 175                                              | 33                                               | Teófilo Stevenson                                | 8                                                | 7                                                | 5                                                | 20                                               | 4                                                |
| 1984–1988 | nicht teilgenommen                               | nicht teilgenommen                               | nicht teilgenommen                               | nicht teilgenommen                               | nicht teilgenommen                               | nicht teilgenommen                               | nicht teilgenommen                               | nicht teilgenommen                               | nicht teilgenommen                               |
| 1992      | 176                                              | 126                                              | 50                                               | Héctor Milián                                    | 14                                               | 6                                                | 11                                               | 31                                               | 5                                                |
| 1996      | 164                                              | 111                                              | 53                                               | Rolando Tucker                                   | 9                                                | 8                                                | 8                                                | 25                                               | 8                                                |
| 2000      | 229                                              | 147                                              | 82                                               | Félix Savón                                      | 11                                               | 11                                               | 7                                                | 29                                               | 9                                                |
| 2004      | 151                                              | 97                                               | 54                                               | Iván Pedroso                                     | 9                                                | 7                                                | 11                                               | 27                                               | 11                                               |
| 2008      | 158                                              | 102                                              | 56                                               | Mijaín López                                     | 2                                                | 11                                               | 11                                               | 24                                               | 28                                               |
| 2012      | 109                                              | 65                                               | 44                                               | Mijaín López                                     | 5                                                | 3                                                | 6                                                | 14                                               | 16                                               |
| 2016      | 124                                              | 89                                               | 35                                               | Mijaín López                                     | 5                                                | 2                                                | 4                                                | 11                                               | 18                                               |

### Winterspiele
| Jahr      | Athleten           | Athleten           | Athleten           | Flaggenträger      | Medaillen          | Medaillen          | Medaillen          | Medaillen          | Medaillen          |
| Jahr      | Gesamt             | m                  | w                  | Flaggenträger      |                    |                    |                    | Gesamt             | Rang               |
| --------- | ------------------ | ------------------ | ------------------ | ------------------ | ------------------ | ------------------ | ------------------ | ------------------ | ------------------ |
| 1924–2018 | nicht teilgenommen | nicht teilgenommen | nicht teilgenommen | nicht teilgenommen | nicht teilgenommen | nicht teilgenommen | nicht teilgenommen | nicht teilgenommen | nicht teilgenommen |

### Jugend-Sommerspiele
| Jahr | Athleten | Athleten | Athleten | Flaggenträger | Medaillen | Medaillen | Medaillen | Medaillen | Medaillen |
| Jahr | Gesamt   | m        | w        | Flaggenträger |           |           |           | Gesamt    | Rang      |
| ---- | -------- | -------- | -------- | ------------- | --------- | --------- | --------- | --------- | --------- |
| 2010 | 41       | 31       | 10       | Wilfredo León | 9         | 3         | 2         | 14        | 5         |
| 2014 | 12       | 9        | 3        | Dylan French  | 2         | 1         | 1         | 4         | 35        |

### Jugend-Winterspiele
| Jahr      | Athleten           | Athleten           | Athleten           | Flaggenträger      | Medaillen          | Medaillen          | Medaillen          | Medaillen          | Medaillen          |
| Jahr      | Gesamt             | m                  | w                  | Flaggenträger      |                    |                    |                    | Gesamt             | Rang               |
| --------- | ------------------ | ------------------ | ------------------ | ------------------ | ------------------ | ------------------ | ------------------ | ------------------ | ------------------ |
| 2012–2016 | nicht teilgenommen | nicht teilgenommen | nicht teilgenommen | nicht teilgenommen | nicht teilgenommen | nicht teilgenommen | nicht teilgenommen | nicht teilgenommen | nicht teilgenommen |

## Medaillenspiegel

### Olympische Spiele
|                         |    |    |    | Gesamt | Rang |
| ----------------------- | -- | -- | -- | ------ | ---- |
| Olympische Sommerspiele | 77 | 67 | 71 | 215    | 16   |
| Olympische Winterspiele | 0  | 0  | 0  | 0      | -    |
| Gesamt                  | 77 | 67 | 71 | 215    | 20   |

### Olympische Jugendspiele
|                                |    |   |   | Gesamt | Rang |
| ------------------------------ | -- | - | - | ------ | ---- |
| Olympische Jugend-Sommerspiele | 11 | 4 | 3 | 18     | 11   |
| Olympische Jugend-Winterspiele | 0  | 0 | 0 | 0      | -    |
| Gesamt                         | 11 | 4 | 3 | 18     | 12   |

## Geschichte der Teilnahmen

### Sommerspiele

#### Badminton
| Gelbes Symbol für Goldmedaillen mit stilisierten Olympischen Ringen | Graues Symbol für Silbermedaillen mit stilisierten Olympischen Ringen | Braundes Symbol für Bronzemedaillen mit stilisierten Olympischen Ringen |
| ------------------------------------------------------------------- | --------------------------------------------------------------------- | ----------------------------------------------------------------------- |
| —                                                                   | —                                                                     | —                                                                       |

Das bislang einzige Mal nahm 2016 in Rio de Janeiro ein Badmintonspieler teil.

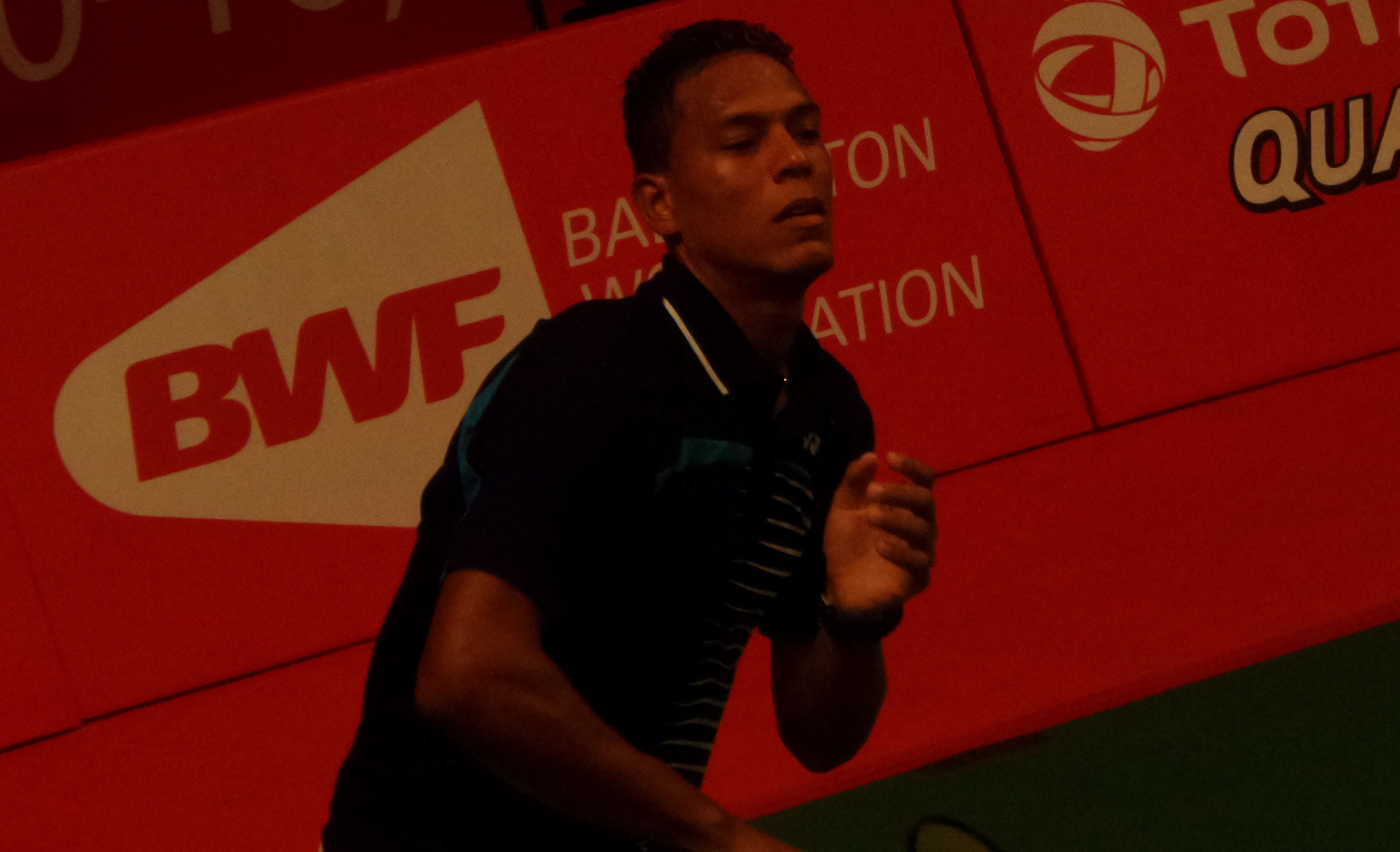
Der bislang einzige kubanische Badmintonspieler bei Olympia: Osleni Guerrero

#### Baseball
| Gelbes Symbol für Goldmedaillen mit stilisierten Olympischen Ringen | Graues Symbol für Silbermedaillen mit stilisierten Olympischen Ringen | Braundes Symbol für Bronzemedaillen mit stilisierten Olympischen Ringen |
| ------------------------------------------------------------------- | --------------------------------------------------------------------- | ----------------------------------------------------------------------- |
| 3                                                                   | 2                                                                     | —                                                                       |

Baseball wurde 1992 olympische Sportart. Die kubanische Mannschaft hatte sich für das Turnier qualifizieren können. Sie gewann alle sieben Vorrundenspiele und traf im Halbfinale auf die USA, die mit 6:1 besiegt wurden. Das Finale gegen Taiwan gewann Kuba mit 11:1 und wurde somit erster Olympiasieger im Baseball.
1996 konnte Kuba seinen Olympiasieg verteidigen. Wie schon vier Jahre zuvor gewann die Mannschaft alle sieben Vorrundenspiele. Im Halbfinale wurde Nicaragua mit 8:1 geschlagen. Das Finale gewann Kuba mit 13:9 gegen Japan.
2000 in Sydney gewann Kuba Silber. In der Vorrunde gewannen die Kubaner sechs von sieben Spielen. Im Halbfinale wurde Japan mit 3:0 geschlagen. Das Finale ging mit 0:4 gegen die USA verloren.
Auch 2004 in Athen gewann Kuba sechs von sieben Vorrundenspielen. Im Halbfinale wurde Kanada mit 8:5 geschlagen. Das Finale gegen Australien gewann Kuba mit 6:2. Damit war Kuba zum dritten Mal Olympiasieger geworden.
Im fünften und letzten olympischen Baseballturnier 2008 in Peking gewannen die Kubaner mit Silber ihre fünfte Medaille. Damit ist Kuba die erfolgreichste Nation im Baseball. Kuba gewann sechs seiner sieben Vorrundenspiele und auch das Halbfinale gegen die USA (10:2). Im Finale unterlag man Südkorea mit 2:3.
| Name               | Spiele         | Disziplin     | Anmerkung          |
| ------------------ | -------------- | ------------- | ------------------ |
| Nationalmannschaft | 1992 Barcelona | Männerturnier | erster Olympiasieg |
| Nationalmannschaft | 1996 Atlanta   | Männerturnier |                    |
| Nationalmannschaft | 2004 Athen     | Männerturnier |                    |

| Name               | Spiele      | Disziplin     | Anmerkung |
| ------------------ | ----------- | ------------- | --------- |
| Nationalmannschaft | 2000 Sydney | Männerturnier |           |
| Nationalmannschaft | 2004 Athen  | Männerturnier |           |

#### Basketball
| Gelbes Symbol für Goldmedaillen mit stilisierten Olympischen Ringen | Graues Symbol für Silbermedaillen mit stilisierten Olympischen Ringen | Braundes Symbol für Bronzemedaillen mit stilisierten Olympischen Ringen |
| ------------------------------------------------------------------- | --------------------------------------------------------------------- | ----------------------------------------------------------------------- |
| —                                                                   | —                                                                     | 1                                                                       |

Die erste kubanische Basketballmannschaft nahm 1948 in London teil. Mit zwei Siegen, gegen Irland und Iran, in vier Spielen belegte man den dritten Gruppenplatz. In der Platzierungsrunde unterlag man Peru und konnte danach nochmals den Iran und Argentinien schlagen. Eine weitere Niederlage gegen Peru bedeutete dann Platz 13 im Endklassement. Auch 1952 belegte Kubas Mannschaft Platz 13. Mit zwei Siegen in drei Spielen überstand man die Qualifikationsrunde. In der Vorrunde kassierte man in drei Spielen drei Niederlagen und wurde Gruppenletzter.
Erst 1968 konnte sich Kuba wieder für ein Basketballturnier qualifizieren. Die Männermannschaft verlor in der Vorrunde fünf von sieben Spielen und schloss die Tabelle auf Platz 6 ab. Eine Niederlage in der Zwischenrunde gegen Puerto Rico führte dazu, dass Kuba nur um Platz 11 spielen konnte. Das Spiel um Platz 11 wurde gegen Panama gewonnen.
1972 in München konnte das Männerteam sechs seiner sieben Vorrundenspiele gewinnen. Im Halbfinale unterlag man der Sowjetunion mit 61:67, das Spiel um Bronze wurde gegen Italien mit 66:65 gewonnen.
1976 in Montreal gewannen die Kubaner drei ihrer fünf Vorrundenspiele. Die Platzierungsrunde wurde gegen die Tschechoslowakei verloren, das Spiel um Platz 7 mit 92:81 gegen Australien gewonnen. 1980 waren sowohl die Männer als auch die Frauen qualifiziert. Mit zwei Siegen in drei Vorrundenspielen zogen die Männer in die Halbfinalrunde ein. Kuba verlor alle vier Spiele und wurde damit 6. im Endklassement. Die Frauen gewannen nur eins ihrer fünf Vorrundenspiele und belegten damit Platz 5.
1992 in Barcelona hatten sich nur die Frauen qualifizieren können. Die Frauen gewannen alle drei Vorrundenspiele. Gegner im Halbfinale war China, die Kubanerinnen unterlagen mit 109:70. Auch das Spiel um Bronze ging verloren. Kuba unterlag den USA mit 74:88. Vier Jahre später gewannen die Kubanerinnen zwei ihrer fünf Vorrundenspiele, waren damit aber für das Viertelfinale qualifiziert. Hier unterlagen sie Brasilien. In der Platzierungsrunde gab es einen Sieg über Japan. Das Spiel um Platz 5 wurde gegen Russland verloren.
Auch 2000 waren nur die Frauen dabei. In der Vorrunde konnten sie nur eins von fünf Spielen gewinnen und wurden damit Gruppenfünfte. Das Spiel um Platz 9 gewannen sie mit 67:58 gegen Kanada.
| Name                          | Spiele       | Disziplin     | Anmerkung              |
| ----------------------------- | ------------ | ------------- | ---------------------- |
| Nationalmannschaft der Männer | 1972 München | Männerturnier | erster Medaillengewinn |

#### Beach-Volleyball
| Gelbes Symbol für Goldmedaillen mit stilisierten Olympischen Ringen | Graues Symbol für Silbermedaillen mit stilisierten Olympischen Ringen | Braundes Symbol für Bronzemedaillen mit stilisierten Olympischen Ringen |
| ------------------------------------------------------------------- | --------------------------------------------------------------------- | ----------------------------------------------------------------------- |
| —                                                                   | —                                                                     | —                                                                       |

Das olympische Debüt im Beach-Volleyball fand 1996 statt.

#### Bogenschießen
| Gelbes Symbol für Goldmedaillen mit stilisierten Olympischen Ringen | Graues Symbol für Silbermedaillen mit stilisierten Olympischen Ringen | Braundes Symbol für Bronzemedaillen mit stilisierten Olympischen Ringen |
| ------------------------------------------------------------------- | --------------------------------------------------------------------- | ----------------------------------------------------------------------- |
| —                                                                   | —                                                                     | —                                                                       |

Seit 2000 entsendet Kuba Bogenschützen zu den Olympischen Spielen. Juan Carlos Stevens erreichte 2008 in Peking Platz 5 in der Einzelwertung.

#### Boxen
| Gelbes Symbol für Goldmedaillen mit stilisierten Olympischen Ringen | Graues Symbol für Silbermedaillen mit stilisierten Olympischen Ringen | Braundes Symbol für Bronzemedaillen mit stilisierten Olympischen Ringen |
| ------------------------------------------------------------------- | --------------------------------------------------------------------- | ----------------------------------------------------------------------- |
| 37                                                                  | 19                                                                    | 17                                                                      |

Als erster kubanischer Boxer trat 1960 in Rom Esteban Aguilera im Leichtgewicht an. 1968 wurden die ersten Medaillen gewonnen. Enrique Regüeiferos gewann Silber im Halbweltergewicht, Rolando Garbey Silber im Halbmittelgewicht.
Fünf Medaillen, darunter drei Olympiasiege, erkämpften sich die Kubaner 1972 in München. Olympiasieger wurden Teófilo Stevenson im Schwergewicht, Emilio Correa Vaillant im Weltergewicht und Orlando Martínez im Bantamgewicht. Zudem gewannen Gilberto Carrillo Silber im Halbschwergewicht und Douglas Rodríguez Bronze im Fliegengewicht.
1976 konnte Stevenson seinen Olympiasieg im Schwergewicht verteidigen. Auch Ángel Herrera im Federgewicht und Jorge Hernández im Halbfliegengewicht wurden Olympiasieger. Ramón Duvalón gewann Silber im Fliegengewicht, Andrés Aldama im Halbweltergewicht und Sixto Soria im Halbschwergewicht. Bronze ging an Rolando Garbey im Halbmittelgewicht und Luis Felipe Martínez im Mittelgewicht.
Sechs Olympiasieger stellte Kuba 1980 in Moskau. Stevenson konnte wieder seinen Olympiasieg verteidigen und war damit der erfolgreichste Boxer überhaupt bei Olympischen Spielen. Auch Herrera konnte seinen Sieg von 1976 wiederholen, diesmal im Leichtgewicht. Weitere Olympiasieger waren Juan Bautista Hernández im Bantamgewicht, Andrés Aldama im Weltergewicht, Armando Martínez im Halbmittelgewicht und José Gómez Mustelier im Mittelgewicht. Außerdem gewannen Hipólito Ramos im Halbfliegengewicht und Adolfo Horta im Federgewicht Silber. Bronze ging an José Aguilar Pulsán im Halbweltergewicht und Ricardo Rojas Frías im Halbschwergewicht.
1992 konnte das Ergebnis sogar noch getoppt werden. Sieben Gold- und zwei Silbermedaillen standen zu Buche. Olympiasieger wurden Rogelio Marcelo im Halbfliegengewicht, Joel Casamayor im Bantamgewicht, Héctor Vinent im Halbweltergewicht, Juan Carlos Lemus im Halbmittelgewicht, Ariel Hernández im Mittelgewicht, Félix Savón im Halbschwergewicht und Roberto Balado im Schwergewicht. Silber gewannen Raúl González im Fliegengewicht und Juan Hernández Sierra im Weltergewicht.
1996 in Atlanta erkämpften sich die Boxer sechs Medaillen. Héctor Vinent im Halbweltergewicht, Ariel Hernández im Mittelgewicht und Félix Savón im Schwergewicht konnten ihre Olympiasiege verteidigen. Auch Maikro Romero im Fliegengewicht gewann die Goldmedaille. Silber gewannen Arnaldo Mesa im Bantamgewicht, Juan Hernández Sierra im Weltergewicht und Alfredo Duvergel im Halbmittelgewicht.
2000 in Sydney konnten sieben Medaillen gewonnen werden. Viermal wurde ein Kubaner Olympiasieger: Guillermo Rigondeaux im Bantamgewicht, Mario Kindelán im Leichtgewicht, Jorge Gutiérrez im Mittelgewicht und Félix Savón im Schwergewicht. Savón wurde zum dritten Mal in Folge Olympiasieger und zog damit mit Teófilo Stevenson gleich. Bronze gewannen Maikro Romero im Halbfliegengewicht und Diógenes Luna im Halbweltergewicht.
2004 in Athen kamen acht Medaillen, darunter fünf Olympiasiege, hinzu. Guillermo Rigondeaux im Bantamgewicht und Mario Kindelán im Leichtgewicht konnten ihre Olympiasiege wiederholen. Weitere Olympiasieger waren Yan Barthelemí im Halbfliegengewicht, Yuriorkis Gamboa im Fliegengewicht und Odlanier Solís im Schwergewicht. Yudel Johnson im Halbweltergewicht und Lorenzo Aragón im Weltergewicht gewannen Silber, Michel López gewann im Superschwergewicht Bronze.
2008 in Peking blieb die kubanische Boxstaffel erstmals seit 1972 ohne Olympiasieg. Acht Medaillen wurden gewonnen, vier Mal Silber und vier Mal Bronze. Silber ging an Andry Laffita im Fliegengewicht, Yankiel León im Bantamgewicht, Carlos Banteur im Weltergewicht und Emilio Correa Bayeux im Mittelgewicht. Emilio Correa Bayeux ist der Sohn des Olympiasiegers 1972 im Weltergewicht Emilio Correa Vaillant. Bronze gewannen Yampier Hernández im Halbfliegengewicht, Yordenis Ugás im Leichtgewicht, Roniel Iglesias im Halbweltergewicht und Osmay Acosta im Schwergewicht.
2012 in London konnten wieder zwei Olympiasiege gefeiert werden. Robeisy Ramírez gewann im Fliegengewicht, Roniel Iglesias im Halbweltergewicht. Hinzu kamen Bronzemedaillen durch Lázaro Álvarez im Bantamgewicht und Yasniel Toledo im Leichtgewicht. Robeisy Ramírez gewann 2016 in Rio de Janeiro eine weitere Goldmedaille, diesmal im Bantamgewicht. Arlen López siegte im Mittelgewicht, Julio César La Cruz im Halbschwergewicht. Bronze gewannen Joahnys Argilagos im Halbfliegengewicht, Lázaro Álvarez im Leichtgewicht und Erislandy Savón im Schwergewicht.
| Name                    | Spiele              | Disziplin          | Anmerkung                                                                       |
| ----------------------- | ------------------- | ------------------ | ------------------------------------------------------------------------------- |
| Orlando Martínez        | 1972 München        | Bantamgewicht      |                                                                                 |
| Emilio Correa Vaillant  | 1972 München        | Weltergewicht      |                                                                                 |
| Teófilo Stevenson       | 1972 München        | Schwergewicht      | Martínez, Correa Vaillant und Stevenson waren die ersten Boxolympiasieger Kubas |
| Jorge Hernández         | 1976 Montreal       | Halbfliegengewicht |                                                                                 |
| Ángel Herrera           | 1976 Montreal       | Federgewicht       |                                                                                 |
| Teófilo Stevenson       | 1976 Montreal       | Schwergewicht      |                                                                                 |
| Juan Bautista Hernández | 1980 Moskau         | Bantamgewicht      |                                                                                 |
| Ángel Herrera           | 1980 Moskau         | Leichtgewicht      |                                                                                 |
| Andrés Aldama           | 1980 Moskau         | Halbmittelgewicht  |                                                                                 |
| Armando Martínez        | 1980 Moskau         | Halbmittelgewicht  |                                                                                 |
| José Gómez Mustelier    | 1980 Moskau         | Mittelgewicht      |                                                                                 |
| Teófilo Stevenson       | 1980 Moskau         | Schwergewicht      |                                                                                 |
| Rogelio Marcelo         | 1992 Barcelona      | Halbfliegengewicht |                                                                                 |
| Joel Casamayor          | 1992 Barcelona      | Bantamgewicht      |                                                                                 |
| Héctor Vinent           | 1992 Barcelona      | Halbweltergewicht  |                                                                                 |
| Juan Carlos Lemus       | 1992 Barcelona      | Halbmittelgewicht  |                                                                                 |
| Ariel Hernández         | 1992 Barcelona      | Mittelgewicht      |                                                                                 |
| Félix Savón             | 1992 Barcelona      | Halbschwergewicht  |                                                                                 |
| Roberto Balado          | 1992 Barcelona      | Schwergewicht      |                                                                                 |
| Maikro Romero           | 1996 Atlanta        | Fliegengewicht     |                                                                                 |
| Héctor Vinent           | 1996 Atlanta        | Halbweltergewicht  |                                                                                 |
| Ariel Hernández         | 1996 Atlanta        | Mittelgewicht      |                                                                                 |
| Félix Savón             | 1996 Atlanta        | Schwergewicht      |                                                                                 |
| Guillermo Rigondeaux    | 2000 Sydney         | Bantamgewicht      |                                                                                 |
| Mario Kindelán          | 2000 Sydney         | Leichtgewicht      |                                                                                 |
| Jorge Gutiérrez         | 2000 Sydney         | Mittelgewicht      |                                                                                 |
| Félix Savón             | 2000 Sydney         | Schwergewicht      |                                                                                 |
| Yan Barthelemí          | 2004 Athen          | Halbfliegengewicht |                                                                                 |
| Yuriorkis Gamboa        | 2004 Athen          | Fliegengewicht     |                                                                                 |
| Guillermo Rigondeaux    | 2004 Athen          | Bantamgewicht      |                                                                                 |
| Mario Kindelán          | 2004 Athen          | Leichtgewicht      |                                                                                 |
| Odlanier Solís          | 2004 Athen          | Schwergewicht      |                                                                                 |
| Robeisy Ramírez         | 2012 London         | Fliegengewicht     |                                                                                 |
| Roniel Iglesias         | 2012 London         | Halbweltergewicht  |                                                                                 |
| Robeisy Ramírez         | 2016 Rio de Janeiro | Bantamgewicht      |                                                                                 |
| Arlen López             | 2016 Rio de Janeiro | Mittelgewicht      |                                                                                 |
| Julio César La Cruz     | 2016 Rio de Janeiro | Halbschwergewicht  |                                                                                 |

| Name                  | Spiele            | Disziplin          | Anmerkung |
| --------------------- | ----------------- | ------------------ | --------- |
| Enrique Regüeiferos   | 1968 Mexiko-Stadt | Halbweltergewicht  |           |
| Rolando Garbey        | 1968 Mexiko-Stadt | Halbmittelgewicht  |           |
| Gilberto Carrillo     | 1972 München      | Halbschwergewicht  |           |
| Ramón Duvalón         | 1976 Montreal     | Fliegengewicht     |           |
| Andrés Aldama         | 1976 Montreal     | Halbweltergewicht  |           |
| Sixto Soria           | 1976 Montreal     | Halbschwergewicht  |           |
| Hipólito Ramos        | 1980 Moskau       | Halbfliegengewicht |           |
| Adolfo Horta          | 1980 Moskau       | Federgewicht       |           |
| Raúl González         | 1992 Barcelona    | Fliegengewicht     |           |
| Juan Hernández Sierra | 1992 Barcelona    | Weltergewicht      |           |
| Arnaldo Mesa          | 1996 Atlanta      | Bantamgewicht      |           |
| Juan Hernández Sierra | 1996 Atlanta      | Weltergewicht      |           |
| Alfredo Duvergel      | 1996 Atlanta      | Halbmittelgewicht  |           |
| Yudel Johnson         | 2004 Athen        | Halbweltergewicht  |           |
| Lorenzo Aragón        | 2004 Athen        | Weltergewicht      |           |
| Andry Laffita         | 2008 Peking       | Fliegengewicht     |           |
| Yankiel León          | 2008 Peking       | Bantamgewicht      |           |
| Carlos Banteur        | 2008 Peking       | Weltergewicht      |           |
| Emilio Correa Bayeux  | 2008 Peking       | Mittelgewicht      |           |

| Name                 | Spiele              | Disziplin          | Anmerkung |
| -------------------- | ------------------- | ------------------ | --------- |
| Douglas Rodríguez    | 1972 München        | Fliegengewicht     |           |
| Rolando Garbey       | 1976 Montreal       | Halbmittelgewicht  |           |
| Luis Felipe Martínez | 1976 Montreal       | Mittelgewicht      |           |
| José Aguilar Pulsán  | 1980 Moskau         | Halbweltergewicht  |           |
| Ricardo Rojas Frías  | 1980 Moskau         | Halbschwergewicht  |           |
| Maikro Romero        | 2000 Sydney         | Halbfliegengewicht |           |
| Diógenes Luna        | 2000 Sydney         | Halbweltergewicht  |           |
| Michel López         | 2004 Athen          | Superschwergewicht |           |
| Yampier Hernández    | 2008 Peking         | Halbfliegengewicht |           |
| Yordenis Ugás        | 2008 Peking         | Leichtgewicht      |           |
| Roniel Iglesias      | 2008 Peking         | Halbweltergewicht  |           |
| Osmay Acosta         | 2008 Peking         | Schwergewicht      |           |
| Lázaro Álvarez       | 2012 London         | Bantamgewicht      |           |
| Yasniel Toledo       | 2012 London         | Leichtgewicht      |           |
| Joahnys Argilagos    | 2016 Rio de Janeiro | Halbfliegengewicht |           |
| Lázaro Álvarez       | 2016 Rio de Janeiro | Leichtgewicht      |           |
| Erislandy Savón      | 2016 Rio de Janeiro | Schwergewicht      |           |

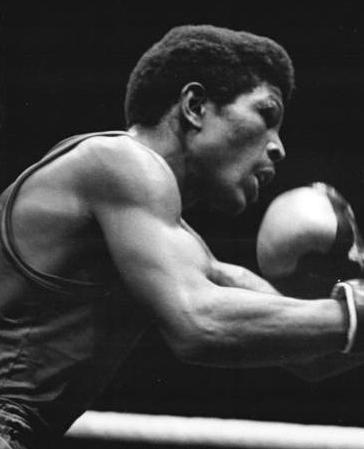
Ángel Herrera, Olympiasieger 1976 und 1980
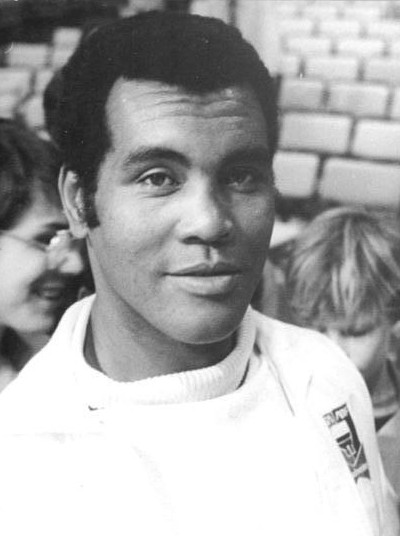
Teófilo Stevenson, Olympiasieger von 1972, 1976 und 1980
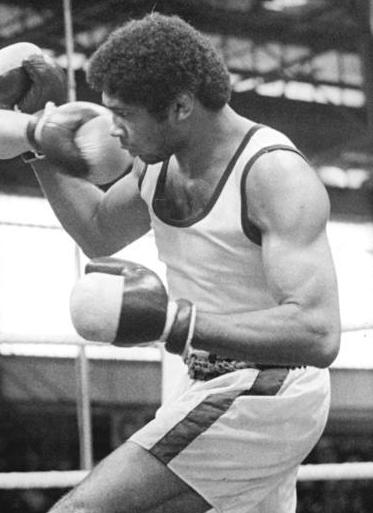
Armando Martínez, Olympiasieger von 1980
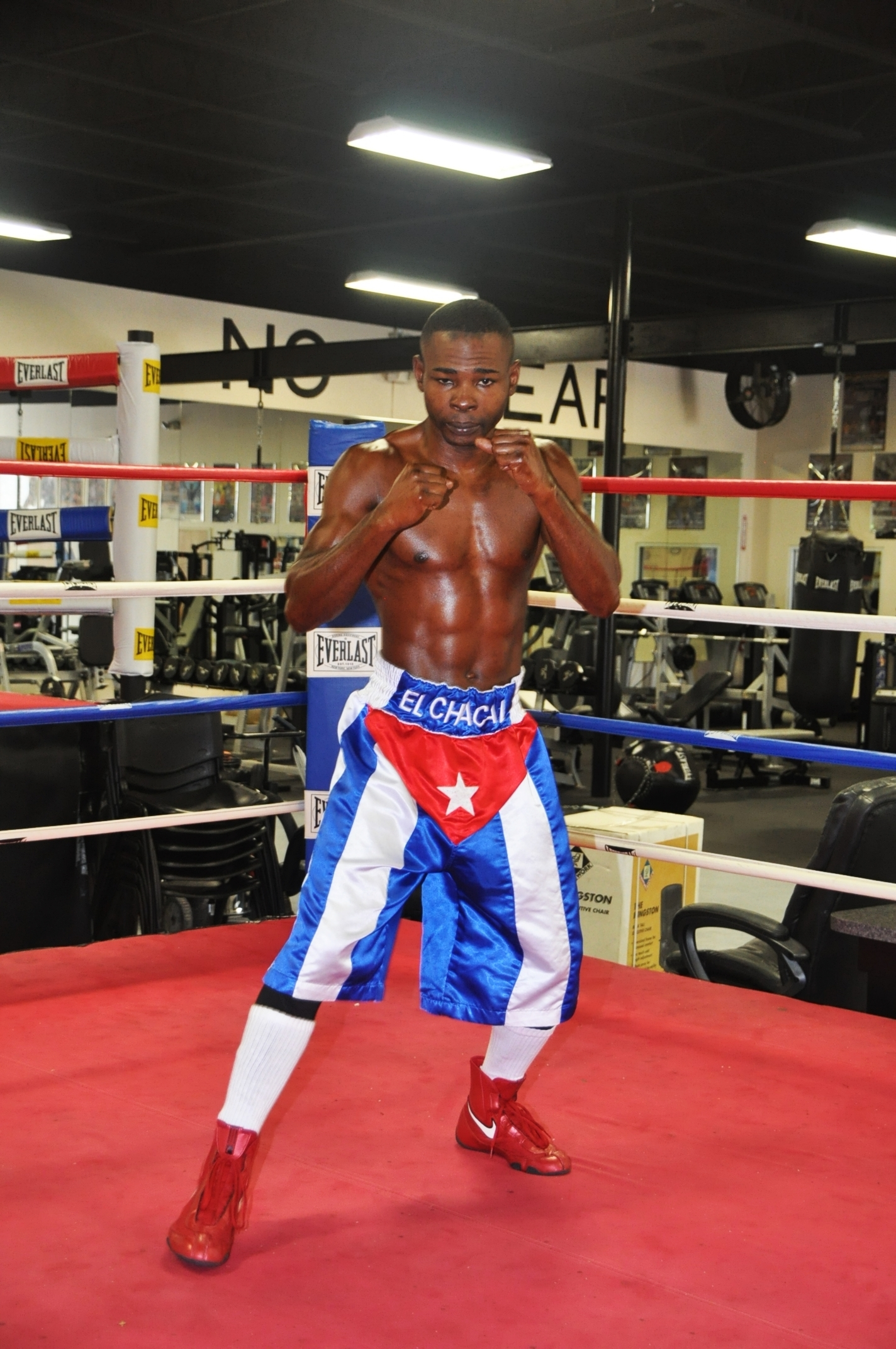
Guillermo Rigondeaux, Olympiasieger von 2000 und 2004
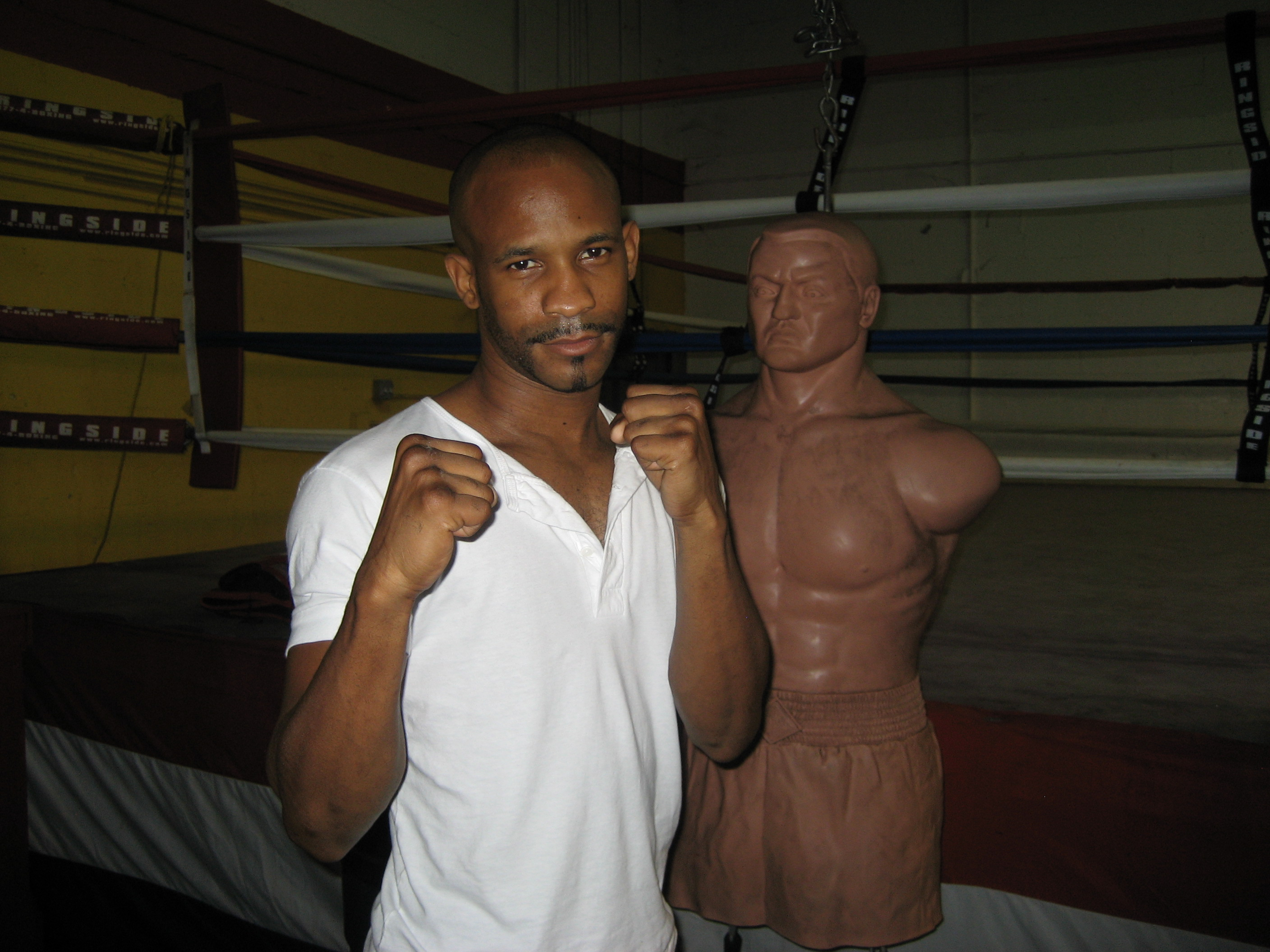
Yan Barthelemí, Olympiasieger 2004
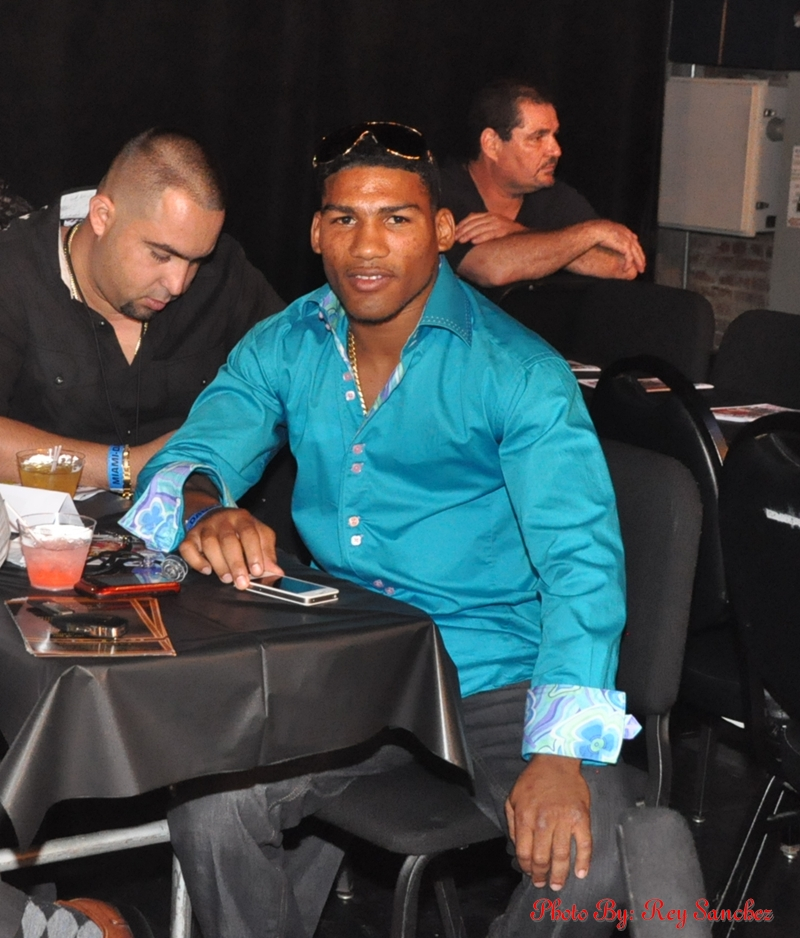
Yuriorkis Gamboa, Olympiasieger 2004
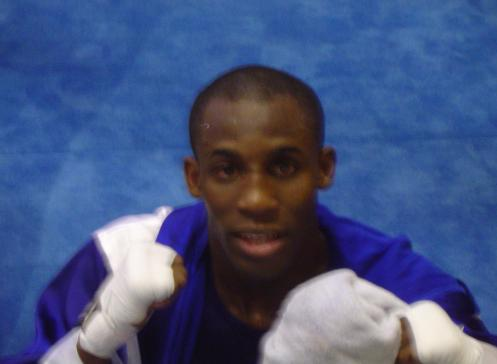
Yordenis Ugás, Bronze 2008
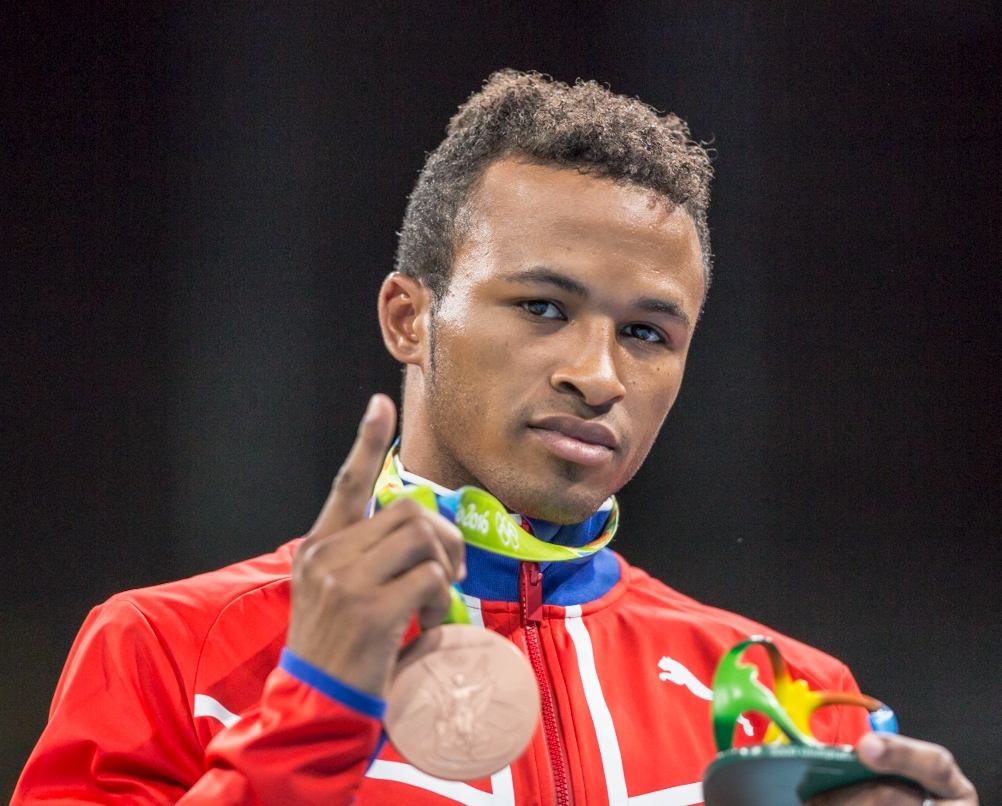
Lázaro Álvarez, Bronze 2012 und 2016
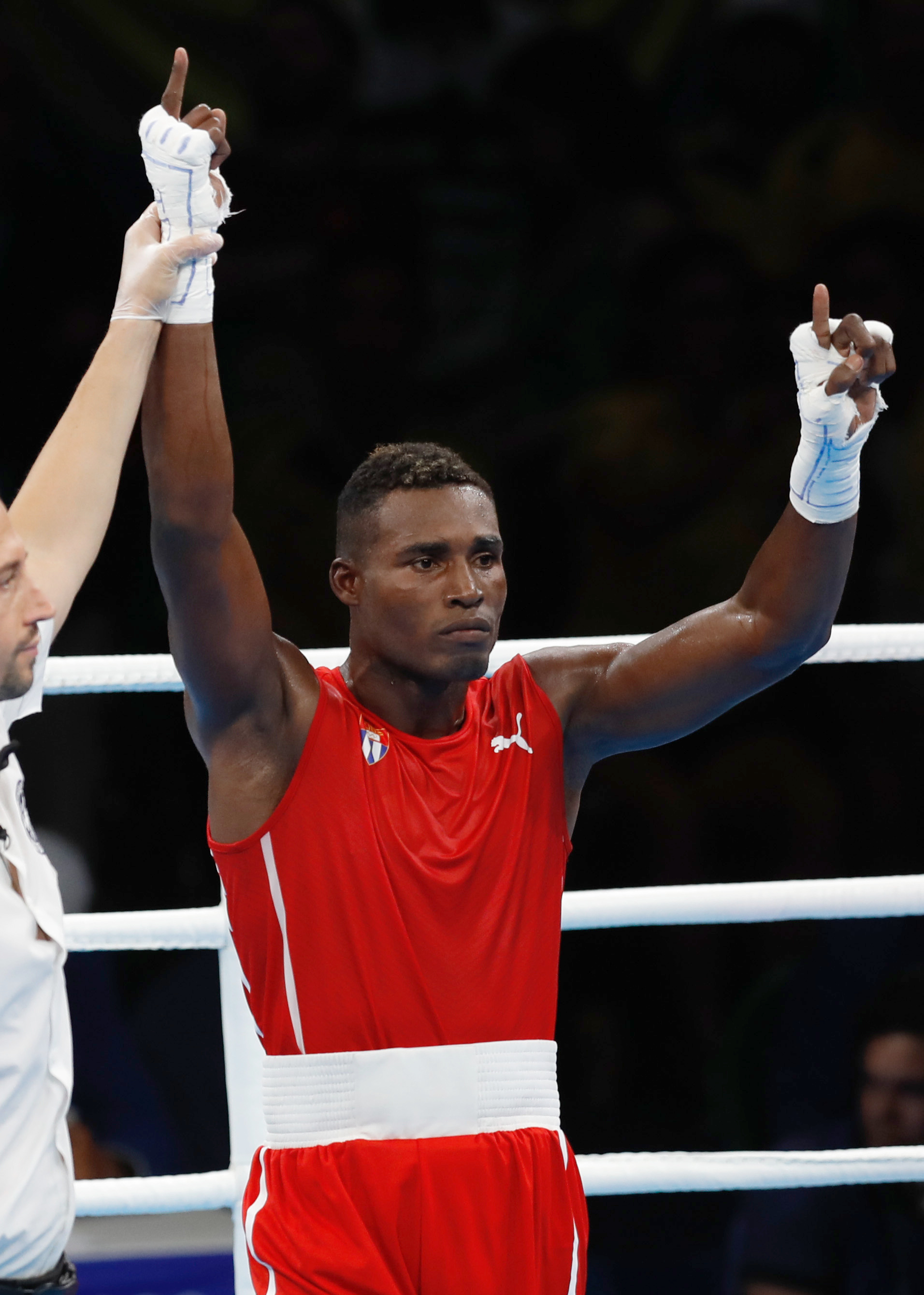
Julio César La Cruz, Olympiasieger 2016
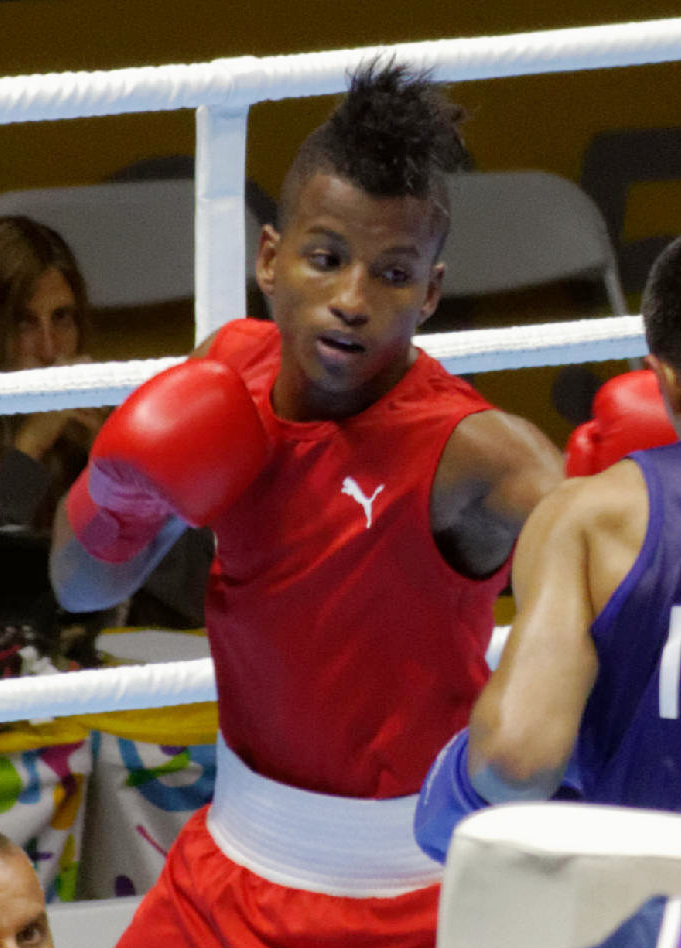
Joahnys Argilagos, Bronze 2016

#### Fechten
| Gelbes Symbol für Goldmedaillen mit stilisierten Olympischen Ringen | Graues Symbol für Silbermedaillen mit stilisierten Olympischen Ringen | Braundes Symbol für Bronzemedaillen mit stilisierten Olympischen Ringen |
| ------------------------------------------------------------------- | --------------------------------------------------------------------- | ----------------------------------------------------------------------- |
| 5                                                                   | 3                                                                     | 3                                                                       |

Ramón Fonst war der erste olympische Fechter Kubas. Er war zugleich der einzige Kuba, der 1900 in Paris antrat. Fonst gewann am 15. Juni 1900 den Degenwettbewerb für Amateure und wurde somit der erste kubanische Medaillengewinner und Olympiasieger. Am gleichen Tag gewann er Silber in der offenen Klasse, bei der Amateure und Fechtmeister gemeinsam antraten. 1904 in St. Louis gewannen kubanische Fechter alle Konkurrenzen. Fonst gewann die Wettbewerbe im Degen- und im Florettfechten, Manuel Díaz das Säbelfechten. Zusammen wurden sie Olympiasieger in der Mannschaftswertung mit dem Florett. Fonst ist mit seinen vier Gold- und einer Silbermedaille der bis heute erfolgreichste Kubaner bei Olympischen Spielen.
Erst 1976 in Montreal konnten kubanische Fechter wieder eine vordere Platzierung erreichen. Das Säbelteam belegte Rang 5. Nach 88 Jahren gewann 1992 in Barcelona ein kubanischer Fechter wieder eine Medaille. Elvis Gregory gewann im Florett die Bronze- und mit der Mannschaft die Silbermedaille. 1996 gewann die Florett-Mannschaft Bronze. Silber ging an den Degenfechter Iván Trevejo.
2000 in Sydney gewann das Degenteam die Bronzemedaille, nachdem Iván Trevejo in der Einzelwertung Platz 6 belegte. Ebenfalls Platz 6 erreichte die Degenfechterin Zuleidis Ortíz.
| Name                    | Spiele         | Disziplin          | Anmerkung                          |
| ----------------------- | -------------- | ------------------ | ---------------------------------- |
| Ramón Fonst             | 1900 Paris     | Degen für Amateure | erster Olympiasieg Kubas überhaupt |
| Ramón Fonst             | 1904 St. Louis | Degen Einzel       |                                    |
| Ramón Fonst             | 1904 St. Louis | Florett            |                                    |
| Manuel Díaz             | 1904 St. Louis | Säbel              |                                    |
| Ramón Fonst Manuel Díaz | 1904 St. Louis | Florett Mannschaft |                                    |

| Name                                                                                 | Spiele         | Disziplin           | Anmerkung |
| ------------------------------------------------------------------------------------ | -------------- | ------------------- | --------- |
| Ramón Fonst                                                                          | 1900 Paris     | Degen offene Klasse |           |
| Elvis Gregory Guillermo Betancourt Oscar García Pérez Tulio Díaz Hermenegildo García | 1992 Barcelona | Florett Mannschaft  |           |
| Iván Trevejo                                                                         | 1996 Atlanta   | Degen               |           |

| Name                                            | Spiele         | Disziplin          | Anmerkung |
| ----------------------------------------------- | -------------- | ------------------ | --------- |
| Elvis Gregory                                   | 1992 Barcelona | Florett            |           |
| Elvis Gregory Oscar García Pérez Rolando Tucker | 1996 Atlanta   | Florett Mannschaft |           |
| Carlos Pedroso Iván Trevejo Nelson Loyola       | 2000 Sydney    | Degen Mannschaft   |           |

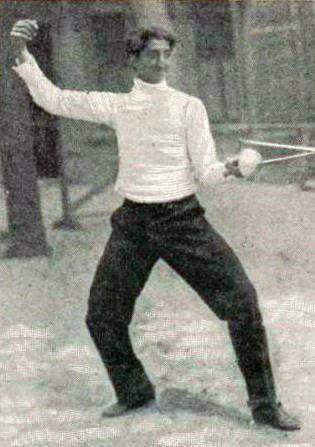
Ramón Fonst, erster kubanischer Olympionike und Olympiasieger

#### Fußball
| Gelbes Symbol für Goldmedaillen mit stilisierten Olympischen Ringen | Graues Symbol für Silbermedaillen mit stilisierten Olympischen Ringen | Braundes Symbol für Bronzemedaillen mit stilisierten Olympischen Ringen |
| ------------------------------------------------------------------- | --------------------------------------------------------------------- | ----------------------------------------------------------------------- |
| —                                                                   | —                                                                     | —                                                                       |

Zum ersten Mal nahm eine kubanische Fußballauswahl 1976 in Montreal an einem olympischen Turnier teil. Nach nur einem Unentschieden in drei Vorrundenspielen schied die Mannschaft früh aus.
1980 konnte sich Kuba in der Vorrunde auf Platz 2 hinter der Sowjetunion für das Viertelfinale qualifizieren. Hier verlor die Mannschaft mit 0:3 gegen die Tschechoslowakei.

#### Gewichtheben
| Gelbes Symbol für Goldmedaillen mit stilisierten Olympischen Ringen | Graues Symbol für Silbermedaillen mit stilisierten Olympischen Ringen | Braundes Symbol für Bronzemedaillen mit stilisierten Olympischen Ringen |
| ------------------------------------------------------------------- | --------------------------------------------------------------------- | ----------------------------------------------------------------------- |
| 2                                                                   | 1                                                                     | 2                                                                       |

Kubanische Gewichtheber traten erstmals 1948 in London an. Erst 1976 konnte sich ein Gewichtheber weiter vorne platzieren. Francisco Casamayor belegte im Fliegengewicht Platz 5. 1980 wurde Bantamgewichtler Daniel Núñez erster kubanischer Medaillengewinner und Olympiasieger im Gewichtheben. Alberto Blanco gewann zudem Bronze im Schwergewicht. Julio Echenique scheiterte mit Platz 4 im Mittelgewicht knapp an einem Medaillenrang.
1992 in Barcelona gewann Pablo Lara die Silbermedaille im Mittelgewicht. Im Superschwergewicht belegte Ernesto Agüero Platz 4. Lara konnte 1996 in Atlanta sein Ergebnis mit dem Olympiasieg steigern.
Erst 2008 in Peking folgten vordere Platzierungen. Yordenis Borrero erreichte im Leichtgewicht Platz 4, Jadier Valladares Platz 5 im Halbschwergewicht. Iván Cambar gewann 2012 in London Bronze im Mittelgewicht.
| Name         | Spiele       | Disziplin     | Anmerkung                              |
| ------------ | ------------ | ------------- | -------------------------------------- |
| Daniel Núñez | 1980 Moskau  | Bantamgewicht | erster Medaillengewinn und Olympiasieg |
| Pablo Lara   | 1996 Atlanta | Mittelgewicht |                                        |

| Name       | Spiele         | Disziplin     | Anmerkung |
| ---------- | -------------- | ------------- | --------- |
| Pablo Lara | 1992 Barcelona | Mittelgewicht |           |

| Name           | Spiele      | Disziplin     | Anmerkung |
| -------------- | ----------- | ------------- | --------- |
| Alberto Blanco | 1980 Moskau | Schwergewicht |           |
| Iván Cambar    | 2012 London | Mittelgewicht |           |

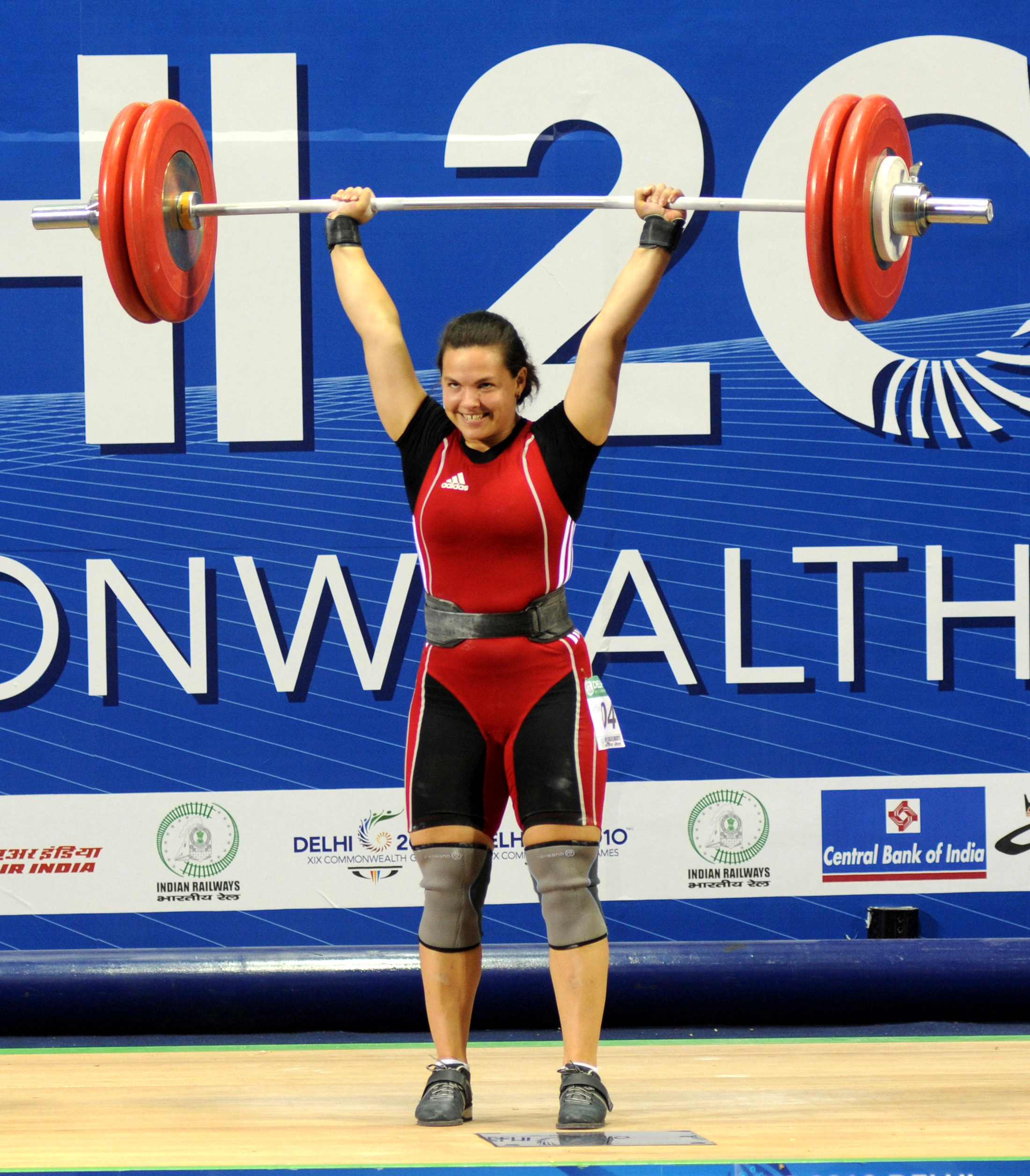
Christine Girard (2010)

#### Handball
| Gelbes Symbol für Goldmedaillen mit stilisierten Olympischen Ringen | Graues Symbol für Silbermedaillen mit stilisierten Olympischen Ringen | Braundes Symbol für Bronzemedaillen mit stilisierten Olympischen Ringen |
| ------------------------------------------------------------------- | --------------------------------------------------------------------- | ----------------------------------------------------------------------- |
| —                                                                   | —                                                                     | —                                                                       |

Das erste Handballturnier mit kubanischer Beteiligung fand 1980 in Moskau statt. Das Männerteam verlor alle fünf Vorrundenspiele. Damit kam die Mannschaft nur in das Spiel um Platz 11, in dem Kuwait mit 32:24 besiegt wurde.
20 Jahre später hatte sich erneut eine Männermannschaft qualifizieren können. Alle Vorrundenspiele wurden verloren, u. a. auch gegen Deutschland mit 22:30. Im Spiel um Platz 11 wurde Australien dann mit 26:24 besiegt.

#### Hockey
| Gelbes Symbol für Goldmedaillen mit stilisierten Olympischen Ringen | Graues Symbol für Silbermedaillen mit stilisierten Olympischen Ringen | Braundes Symbol für Bronzemedaillen mit stilisierten Olympischen Ringen |
| ------------------------------------------------------------------- | --------------------------------------------------------------------- | ----------------------------------------------------------------------- |
| —                                                                   | —                                                                     | —                                                                       |

In Moskau 1980 nahmen erstmals kubanische Hockeyspieler teil. Die Männer konnten nur eins von fünf Vorrundenspielen gewinnen. Mit einem 4:1-Sieg über Tansania belegten sie Platz 5.

#### Judo
| Gelbes Symbol für Goldmedaillen mit stilisierten Olympischen Ringen | Graues Symbol für Silbermedaillen mit stilisierten Olympischen Ringen | Braundes Symbol für Bronzemedaillen mit stilisierten Olympischen Ringen |
| ------------------------------------------------------------------- | --------------------------------------------------------------------- | ----------------------------------------------------------------------- |
| 6                                                                   | 14                                                                    | 16                                                                      |

Erstmals gingen kubanische Judoka 1972 in München auf die Matte. 1976 kam es zum ersten Olympiasieg eines Kubaners im Judo. Héctor Rodríguez gewann die Konkurrenz im Leichtgewicht. 1980 in Moskau folgten drei Silbermedaillen durch José Rafael Rodríguez im Extraleichtgewicht, Juan Ferrer im Halbmittelgewicht und Isaac Azcuy im Mittelgewicht.
1992 in Barcelona wurde Odalis Revé Olympiasiegerin im Mittelgewicht. Estela Rodríguez gewann Silber im Schwergewicht, Driulis González Bronze im Leichtgewicht.sowie Amarilys Savón Bronze im Extraleichtgewicht. Bei den Männern gewann Israel Hernández Bronze im Extraleichtgewicht.
Driulis González wurde 1996 Olympiasiegerin im Leichtgewicht. Estela Rodríguez wiederholte ihre Silbermedaille im Schwergewicht. Bronze gewannen Amarilys Savón im Extraleichtgewicht, Legna Verdecia im Halbleichtgewicht und Diadenis Luna im Halbschwergewicht. Bei den Männern gab es eine weitere Bronzemedaille durch Israel Hernández im Halbleichtgewicht.
2000 in Sydney gewannen die Frauen zwei Gold- und zwei Silbermedaillen. Legna Verdecia wurde Olympiasiegerin im Halbleichtgewicht, Sibelis Veranes im Mittelgewicht. Silber gewannen Driulis González im Leichtgewicht und Daima Beltrán im Schwergewicht. Bei den Männern gewann Manolo Poulot Bronze im Extraleichtgewicht.
Eine Silber- und fünf Bronzemedaillen waren das Resultat 2004 in Athen. Von den sechs Medaillen wurden fünf von Frauen gewonnen. So ging die Silbermedaille an zum zweiten Mal in Folge an Daima Beltrán im Schwergewicht. Bronze gewannen Amarilys Savón im Halbleichtgewicht, Yurisleidys Lupetey im Leichtgewicht, Driulis González im Halbmittelgewicht und Yurisel Laborde im Halbschwergewicht. Bei den Männern gewann Yordanis Arencibia Bronze im Halbleichtgewicht.
Die Männer gewannen 2008 in Peking zwei Bronzemedaillen durch Yordanis Arencibia im Halbleichtgewicht und Oscar Braison im Schwergewicht. Die Frauen waren wieder etwas erfolgreicher. Yanet Bermoy im Extraleichtgewicht, Anaysi Hernández im Mittelgewicht und Yalennis Castillo im Halbschwergewicht gewannen Silber. Hinzu kam eine Bronzemedaille durch Idalys Ortíz im Schwergewicht.
Idalys Ortíz wurde 2012 in London Olympiasiegerin im Schwergewicht. Yante Bermoy wiederholte ihre Silbermedaille, diesmal im Halbleichtgewicht. Ebenfalls Silber gewann bei den Männern Asley González im Mittelgewicht. 2016 in Rio de Janeiro blieb Idalys Ortíz mit Silber im Schwergewicht die einzige Medaillengewinnerin Kubas.
| Name             | Spiele         | Disziplin         | Anmerkung                              |
| ---------------- | -------------- | ----------------- | -------------------------------------- |
| Héctor Rodríguez | 1976 Montreal  | Leichtgewicht     | erster Medaillengewinn und Olympiasieg |
| Odalis Revé      | 1992 Barcelona | Mittelgewicht     |                                        |
| Driulis González | 1996 Atlanta   | Leichtgewicht     |                                        |
| Legna Verdecia   | 2000 Sydney    | Halbleichtgewicht |                                        |
| Sibelis Veranes  | 2000 Sydney    | Mittelgewicht     |                                        |
| Idalys Ortíz     | 2012 London    | Schwergewicht     |                                        |

| Name                  | Spiele              | Disziplin          | Anmerkung |
| --------------------- | ------------------- | ------------------ | --------- |
| José Rafael Rodríguez | 1980 Moskau         | Extraleichtgewicht |           |
| Juan Ferrer           | 1980 Moskau         | Halbmittelgewicht  |           |
| Isaac Azcuy           | 1980 Moskau         | Mittelgewicht      |           |
| Estela Rodríguez      | 1992 Barcelona      | Schwergewicht      |           |
| Estela Rodríguez      | 1996 Atlanta        | Schwergewicht      |           |
| Driulis González      | 2000 Sydney         | Leichtgewicht      |           |
| Daima Beltrán         | 2000 Sydney         | Schwergewicht      |           |
| Daima Beltrán         | 2004 Athen          | Schwergewicht      |           |
| Yanet Bermoy          | 2008 Peking         | Extraleichtgewicht |           |
| Anaysi Hernández      | 2008 Peking         | Mittelgewicht      |           |
| Yalennis Castillo     | 2008 Peking         | Halbschwergewicht  |           |
| Asley González        | 2012 London         | Mittelgewicht      |           |
| Yanet Bermoy          | 2012 London         | Halbleichtgewicht  |           |
| Idalys Ortíz          | 2016 Rio de Janeiro | Schwergewicht      |           |

| Name                | Spiele         | Disziplin          | Anmerkung |
| ------------------- | -------------- | ------------------ | --------- |
| Israel Hernández    | 1992 Barcelona | Extraleichtgewicht |           |
| Driulis González    | 1992 Barcelona | Leichtgewicht      |           |
| Amarilys Savón      | 1992 Barcelona | Extraleichtgewicht |           |
| Israel Hernández    | 1996 Atlanta   | Halbleichtgewicht  |           |
| Amarilys Savón      | 1996 Atlanta   | Extraleichtgewicht |           |
| Legna Verdecia      | 1996 Atlanta   | Halbleichtgewicht  |           |
| Diadenis Luna       | 1996 Atlanta   | Halbschwergewicht  |           |
| Manolo Poulot       | 2000 Sydney    | Extraleichtgewicht |           |
| Yordanis Arencibia  | 2004 Athen     | Halbleichtgewicht  |           |
| Amarilys Savón      | 2004 Athen     | Halbleichtgewicht  |           |
| Yurisleidys Lupetey | 2004 Athen     | Leichtgewicht      |           |
| Driulis González    | 2004 Athen     | Halbmittelgewicht  |           |
| Yurisel Laborde     | 2004 Athen     | Halbschwergewicht  |           |
| Yordanis Arencibia  | 2008 Peking    | Halbleichtgewicht  |           |
| Oscar Braison       | 2008 Peking    | Schwergewicht      |           |
| Idalys Ortíz        | 2008 Peking    | Schwergewicht      |           |

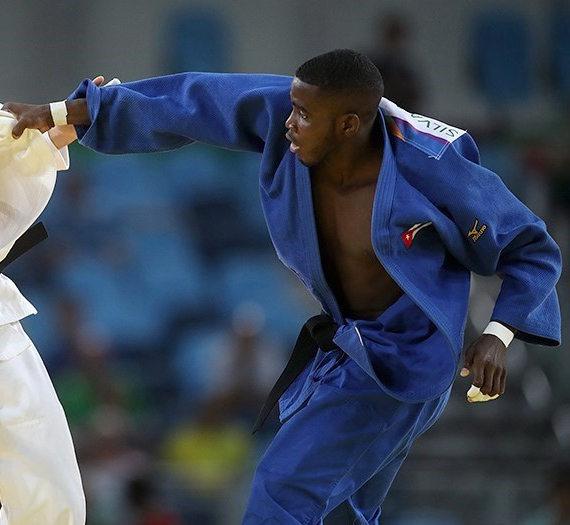
Iván Felipe Silva im Halbmittelgewicht 2016. Silva nahm auch an den Jugendspielen 2014 teil und gewann dort Bronze

#### Kanusport
| Gelbes Symbol für Goldmedaillen mit stilisierten Olympischen Ringen | Graues Symbol für Silbermedaillen mit stilisierten Olympischen Ringen | Braundes Symbol für Bronzemedaillen mit stilisierten Olympischen Ringen |
| ------------------------------------------------------------------- | --------------------------------------------------------------------- | ----------------------------------------------------------------------- |
| —                                                                   | 3                                                                     | —                                                                       |

Die ersten Kanuten Kubas nahmen 1972 in München teil. 2000 in Sydney gab es die ersten Medaillen. Im Einer-Kanadier über 1000 Meter gewann Ledis Balceiro die Silbermedaille. Über 500 Meter erreichte er Platz 6. Im Zweier-Kanadier über 1000 Meter gewannen Leobaldo Pereira und Ibrahim Rojas ebenfalls Silber. 2004 gewann Ibrahim Rojas, diesmal zusammen mit Ledis Balceiro, wieder Silber, diesmal über 500 Meter.
| Name                           | Spiele      | Disziplin  | Anmerkung |
| ------------------------------ | ----------- | ---------- | --------- |
| Ledis Balceiro                 | 2000 Sydney | C 1 1000 m |           |
| Leobaldo Pereira Ibrahim Rojas | 2000 Sydney | C 2 1000 m |           |
| Ibrahim Rojas Ledis Balceiro   | 2004 Athen  | C 2 500 m  |           |

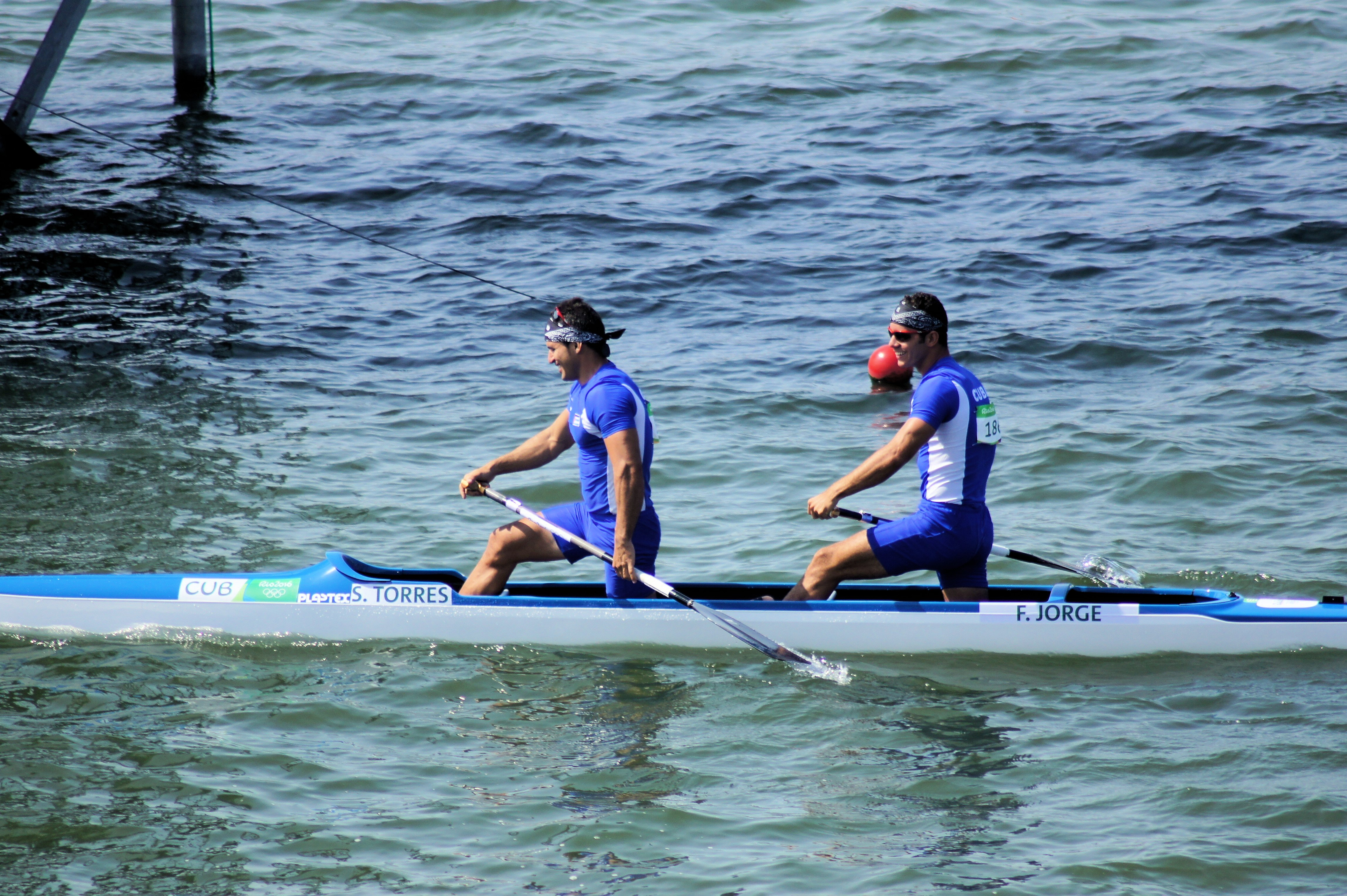
Serguey Torres (l.) und Fernando Jorge (r.) im Zweier-Kanadier 2016

#### Leichtathletik
| Gelbes Symbol für Goldmedaillen mit stilisierten Olympischen Ringen | Graues Symbol für Silbermedaillen mit stilisierten Olympischen Ringen | Braundes Symbol für Bronzemedaillen mit stilisierten Olympischen Ringen |
| ------------------------------------------------------------------- | --------------------------------------------------------------------- | ----------------------------------------------------------------------- |
| 10                                                                  | 14                                                                    | 17                                                                      |

Der erste kubanische Leichtathlet ging 1904 in St. Louis an den Start. Félix Carvajal nahm am Marathonlauf teil und wurde Vierter. 1956 startete mit der Sprinterin Bertha Díaz die erste Kubanerin bei Olympischen Spielen. 1960 in Rom wurde Enrique Figuerola Vierter über 100 Meter.
1964 in Tokio wurde Figuerola Zweiter und gewann die erste kubanische Olympiamedaille in der Leichtathletik. Bei den Frauen wurde Miguelina Cobián Fünfte über 100 Meter. 1968 erreichte sie Rang 8, gewann aber mit der 100-Meter-Staffel die Silbermedaille. Auch die 100-Meter-Staffel der Männer, u. a. mit Figuerola, gewann Silber. Im Einzelrennen war er im Halbfinale ausgeschieden, dafür erreichte sein Teamkamerad Pablo Montes das Finale und wurde Vierter. Eine weitere Finalteilnahme gelang Aurelia Pentón über 400 Meter. Sie wurde Fünfte.
1972 gewann Silvia Chivás zwei Bronzemedaillen, zuerst im 100-Meter-Lauf, dann mit der Staffel. Im Weitsprung belegte Marcia Garbey Rang 4. 1976 wurde Alberto Juantorena Doppelolympiasieger. Er gewann über 400 und über 800 Meter. Im 110-Meter-Hürdenlauf gewann Alejandro Casañas die Silbermedaille. Dámaso Alfonso wurde Vierter über 400 Meter Hürden. Die gleiche Platzierung erreichte Pedro Pérez im Dreisprung.
1980 in Moskau wurde María Caridad Colón mit ihrem Sieg im Speerwurf die erste Frau aus Kuba, die Olympiasiegerin werden konnte. Alejandro Casañas wiederholte seine Silbermedaille. Silvio Leonard gewann Silber über 100 Meter, über 200 Meter wurde er Vierter. Luis Delís gewann Bronze im Diskuswurf. Alberto Juantorena lief über 400 Meter als Vierter ins Ziel.
In Barcelona 1992 wurde Javier Sotomayor Olympiasieger im Hochsprung und Maritza Martén Olympiasiegerin im Diskuswurf. Bei den Männern gewann die 400-Meter-Staffel Silber, die 100-Meter-Staffel Bronze. Bronze holten auch der Diskuswerfer Roberto Moya sowie na Fidelia Quirot über 800 Meter sowie Ioamnet Quintero im Hochsprung. Die kubanischen Athleten konnten zahlreiche Finale erreichen. Roberto Hernández wurde über 100 Meter Fünfter, Emilio Valle über 110 Meter Hürden Sechster. Im Weitsprung belegten Iván Pedroso Platz 4 und Jaime Jefferson Platz 5. Platz 6 erreichten Yoelbi Quesada im Dreisprung und Juan Martínez im Diskuswurf. Im Hochsprung erreichte Marino Drake Platz 8. Bei den Frauen erreichte Liliana Allen Platz 8 über 100 Meter. Aliuska López wurde über 100 Meter Hürden Sechste, Odalys Adams Achte. Im Hochsprung erreichte auch Silvia Costa das Finale und wurde Sechste. Im Kugelstoßen verfehlte Belsy Laza auf Platz 4 eine Medaille um acht Zentimeter. Hilda Ramos wurde im Diskuswurf Sechste, Dulce García im Speerwurf Achte.
1996 in Atlanta waren kubanische Athleten nicht so erfolgreich wie vier Jahre zuvor. Zwei Medaillen wurden gewonnen: Silber durch Ana Fidelia Quirot über 800 Meter und Bronze durch Yoelbi Quesada im Dreisprung. Iván García wurde Sechster über 100 Meter, Norberto Téllez Vierter über 800 Meter. Im 110-Meter-Hürdenlauf standen zwei Kubaner im Finale. Emilio Valle wurde Fünfter, Erik Batte Achter. Die 100-Meter-Staffel der Männer wurde Sechste. Weitspringer Iván Pedroso wurde im Finale Zwölfter, Alexis Elizalde im Diskuswurf Neunter. Die 400-Meter-Staffel der Frauen belegte Rang 6. Die Kugelstoßerin Belsy Laza erreichte Platz 10. Gleich drei Kubanerinnen standen im Speerwurffinale. Isel López wurde Vierte, Xiomara Rivero Fünfte und Odelmis Palma Elfte.
Anier García gewann 2000 in Sydney den 110-Meter-Hürdenlauf, Iván Pedroso wurde Olympiasieger im Weitsprung. Yoel García gewann Silber im Dreisprung, Javier Sotomayor im Hochsprung. Osleidys Menéndez holte Bronze im Speerwurf, auch die 100-Meter-Staffel der Männer gewann Bronze. Finalteilnahmen schafften Luis Felipe Méliz im Weitsprung (Platz 7), Yoelbi Quesada im Dreisprung (Platz 4), Emeterio González im Speerwurf (Platz 8), Zulia Calatayud über 800 Meter (Platz 6), Aliuska López über 100 Meter Hürden (Platz 5), Daimí Pernía über 400 Meter Hürden (Platz 4), Yamilé Aldama im Dreisprung (Platz 4), Yumileidi Cumbá im Kugelstoßen (Platz 6), Yipsi Moreno im Hammerwurf (Platz 4) sowie im Speerwurf Sonia Bisset (Platz 5) und Xiomara Rivero (Platz 6). Die 400-Meter-Staffel der Frauen wurde Achte.
Die Frauen stellten 2004 in Athen zwei Olympiasiegerinnen. Yumileidi Cumbá gewann das Kugelstoßen mit Misleydis González auf Platz 7 im Finale. Osleidys Menéndez gewann den Speerwurf, wobei Sonia Bisset wiederum Platz 5 erreichte und Nora Aída Bicet Platz 7. Zwei Medaillen gab es im Hammerwurf. Yipsi Moreno gewann Silber vor ihrer Teamkameradin Yunaika Crawford mit Bronze. Weitere Finalplätze erreichten Zulia Calatayud über 800 Meter mit Platz 8 und Yusmay Bicet im Dreisprung mit Platz 9. Bei den Männern gewann Anier García über 110 Meter Hürden die Bronzemedaille. Iván Pedroso kam im Weitsprung auf Platz 7, Lisvany Pérez im Hochsprung auf Platz 11. Zwei Kubaner schafften es ins Dreisprungfinale. Yoandri Betanzos wurde Vierter, Yoelbi Quesada Achter.
In Peking 2008 wurde Dayron Robles Olympiasieger über 110 Meter Hürden. Bronze gewannen Ibrahim Camejo im Weitsprung und Leonel Suárez im Zehnkampf. Yeimer López wurde Sechster über 800 Meter. Im Weitsprung stand mit Wilfredo Martínez ein weiterer Kubaner im Finale. Er wurde Fünfter. Arnie David Giralt erreichte im Dreisprung Platz 4, sein Teamkamerad Héctor Fuentes Platz 12. Die Frauen gewannen zwei Silbermedaillen durch Yarelys Barrios im Diskuswurf und Yipsi Moreno im Hammerwurf. Osleydis Menéndez wurde Sechste im Speerwurf, Misleydis González Vierte im Kugelstoßen und Yargelis Savigne Fünfte im Dreisprung.
Zwei Medaillen wurden 2012 in London gewonnen. Leonel Suárez gewann wieder Bronze im Zehnkampf, die Stabhochspringerin Yarisley Silva gewann Silber. Im 110-Meter-Hürdenlauf belegte Orlando Ortega Platz 6. Ortega floh später aus Kuba und nahm die spanische Staatsbürgerschaft an. Für Spanien gewann er in Rio de Janeiro vier Jahre später Silber. Alexis Copello wurde im Dreisprung Achter, Jorge Fernández im Diskuswurf Elfter. Bei den Frauen wurden Diskuswerferin Yarelis Barrios Sechste und Hammerwerferin Yipsi Moreno Sechste.
Die einzige Medaille 2016 in Rio de Janeiro war die Bronzemedaille von Denia Caballero im Diskuswurf. Leonel Suárez erreichte im Zehnkampf Platz 6. Der Dreispringer Lázaro Martínez wurde Achter, die 400-Meter-Staffel der Männer Sechste. Yarisley Silva wurde im Stabhochsprung Siebte.
| Name                | Spiele         | Disziplin        | Anmerkung                                  |
| ------------------- | -------------- | ---------------- | ------------------------------------------ |
| Alberto Juantorena  | 1976 Montreal  | 400 Meter        | erster Olympiasieger in der Leichtathletik |
| Alberto Juantorena  | 1976 Montreal  | 800 Meter        |                                            |
| María Caridad Colón | 1980 Moskau    | Speerwurf        |                                            |
| Javier Sotomayor    | 1992 Barcelona | Hochsprung       |                                            |
| Maritza Martén      | 1992 Barcelona | Diskuswurf       |                                            |
| Anier García        | 2000 Sydney    | 110 Meter Hürden |                                            |
| Iván Pedroso        | 2000 Sydney    | Weitsprung       |                                            |
| Yumileidi Cumbá     | 2004 Athen     | Kugelstoßen      |                                            |
| Osleidys Menéndez   | 2004 Athen     | Speerwurf        |                                            |
| Dayron Robles       | 2008 Peking    | 110 Meter Hürden |                                            |

| Name                                                              | Spiele            | Disziplin               | Anmerkung                                    |
| ----------------------------------------------------------------- | ----------------- | ----------------------- | -------------------------------------------- |
| Enrique Figuerola                                                 | 1964 Tokio        | 100 Meter               | erster Medaillengewinn in der Leichtathletik |
| Hermes Ramírez Juan Morales Pablo Montes Enrique Figuerola        | 1968 Mexiko-Stadt | 4-mal-100-Meter-Staffel |                                              |
| Marlene Elejarde Fulgencia Romay Violeta Quesada Miguelina Cobián | 1968 Mexiko-Stadt | 4-mal-100-Meter-Staffel |                                              |
| Alejandro Casañas                                                 | 1976 Montreal     | 110 Meter Hürden        |                                              |
| Silvio Leonard                                                    | 1980 Moskau       | 100 Meter               |                                              |
| Alejandro Casañas                                                 | 1980 Moskau       | 110 Meter Hürden        |                                              |
| Lázaro Martínez Héctor Herrera Norberto Téllez Roberto Hernández  | 1992 Barcelona    | 4-mal-400-Meter-Staffel |                                              |
| Ana Fidelia Quirot                                                | 1996 Atlanta      | 800 Meter               |                                              |
| Javier Sotomayor                                                  | 2000 Sydney       | Hochsprung              |                                              |
| Yoel García                                                       | 2000 Sydney       | Dreisprung              |                                              |
| Yipsi Moreno                                                      | 2004 Athen        | Hammerwurf              |                                              |
| Yarelis Barrios                                                   | 2008 Peking       | Diskuswurf              |                                              |
| Yipsi Moreno                                                      | 2008 Peking       | Hammerwurf              |                                              |
| Yarisley Silva                                                    | 2012 London       | Stabhochsprung          |                                              |

| Name                                                          | Spiele              | Disziplin               | Anmerkung |
| ------------------------------------------------------------- | ------------------- | ----------------------- | --------- |
| Silvia Chivás                                                 | 1972 München        | 100 Meter               |           |
| Marlene Elejarde Carmen Valdés Fulgencia Romay Silvia Chivás  | 1972 München        | 4-mal-100-Meter-Staffel |           |
| Luis Delís                                                    | 1980 Moskau         | Diskuswurf              |           |
| Andrés Simón Joel Lamela Joel Isasi Jorge Aguilera            | 1992 Barcelona      | 4-mal-100-Meter-Staffel |           |
| Roberto Moya                                                  | 1992 Barcelona      | Diskuswurf              |           |
| Ana Fidelia Quirot                                            | 1992 Barcelona      | 800 Meter               |           |
| Ioamnet Quintero                                              | 1992 Barcelona      | Hochsprung              |           |
| Yoelbi Quesada                                                | 1996 Atlanta        | Dreisprung              |           |
| José Ángel César Luis Alberto Pérez Iván García Freddy Mayola | 2000 Sydney         | 4-mal-100-Meter-Staffel |           |
| Osleidys Menéndez                                             | 2000 Sydney         | Speerwurf               |           |
| Anier García                                                  | 2004 Athen          | 110 Meter Hürden        |           |
| Yunaika Crawford                                              | 2004 Athen          | Hammerwurf              |           |
| Ibrahim Camejo                                                | 2008 Peking         | Weitsprung              |           |
| Leonel Suárez                                                 | 2008 Peking         | Zehnkampf               |           |
| Leonel Suárez                                                 | 2012 London         | Zehnkampf               |           |
| Denia Caballero                                               | 2016 Rio de Janeiro | Diskuswurf              |           |

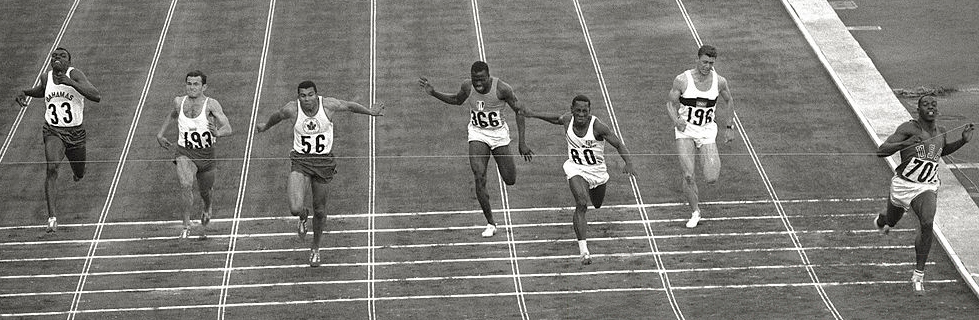
Zieleinlauf im 100-Meter-Finale 1964: Enrique Figuerola (80) wurde Vierter
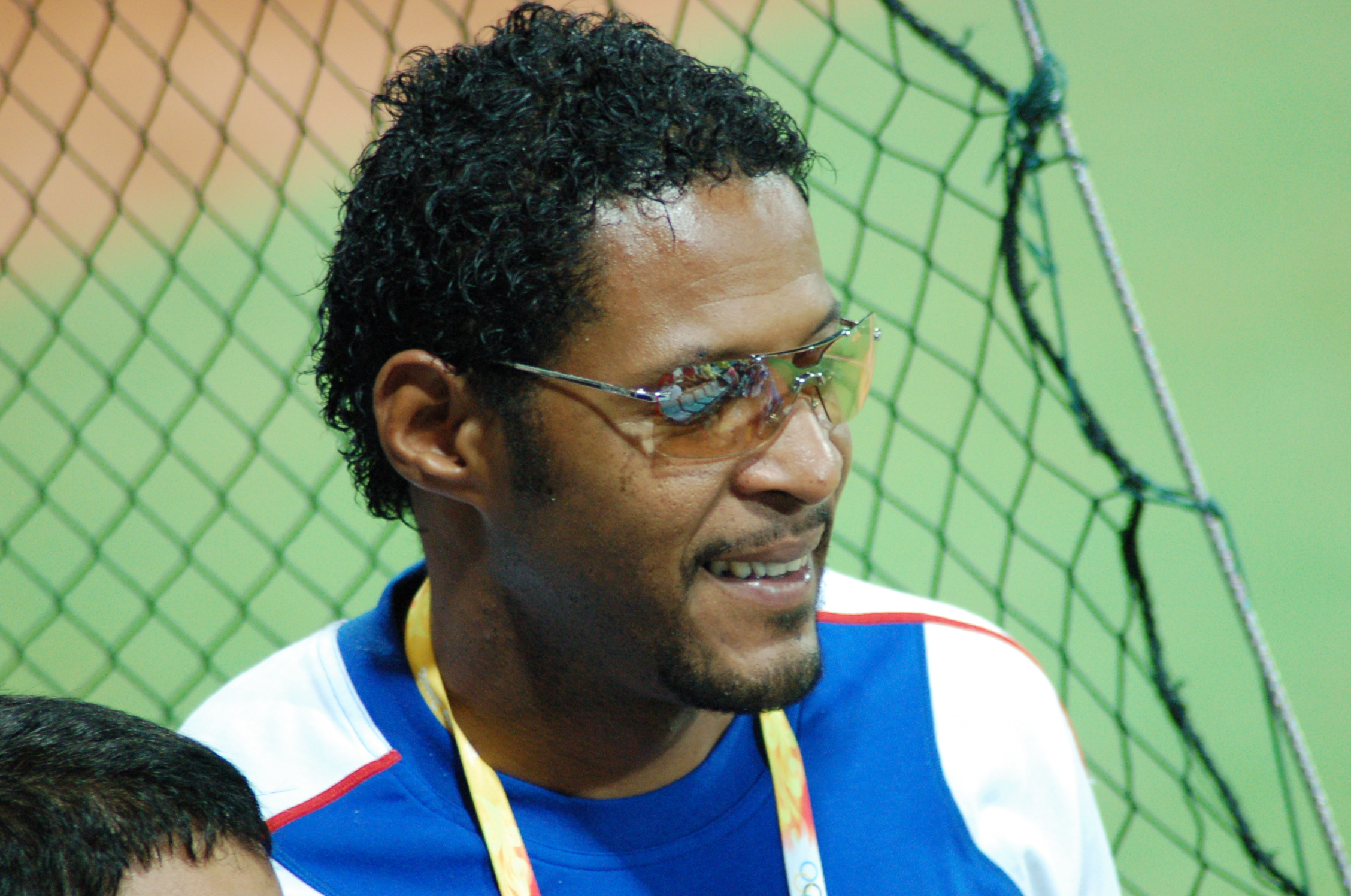
Javier Sotomayor, Olympiasieger von 1992
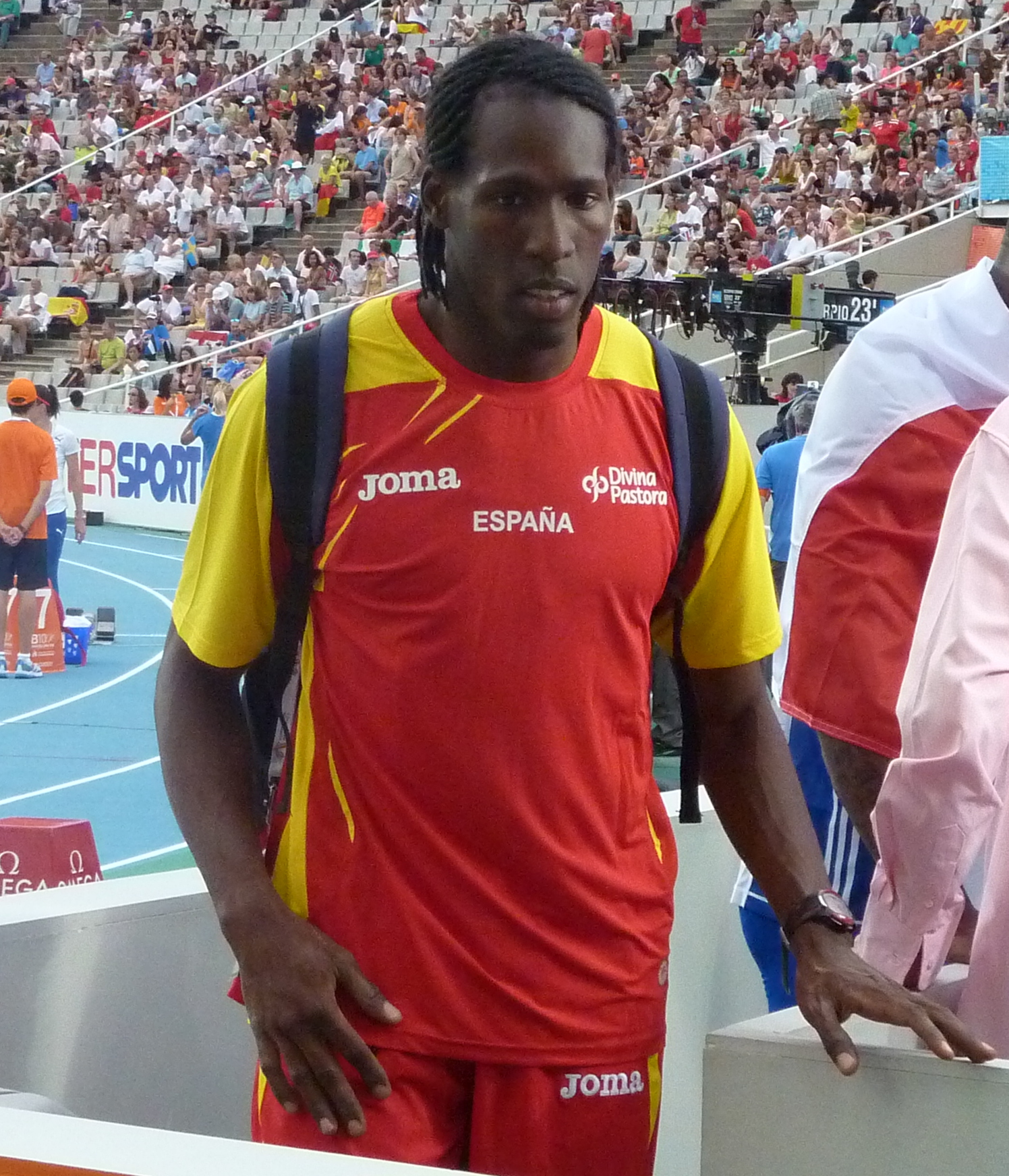
Luis Felipe Méliz (2010)
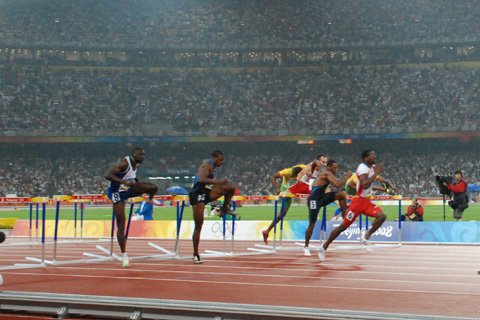
Dayron Robles (in rot-weiß) gewann 2008 den 110-Meter-Hürdenlauf
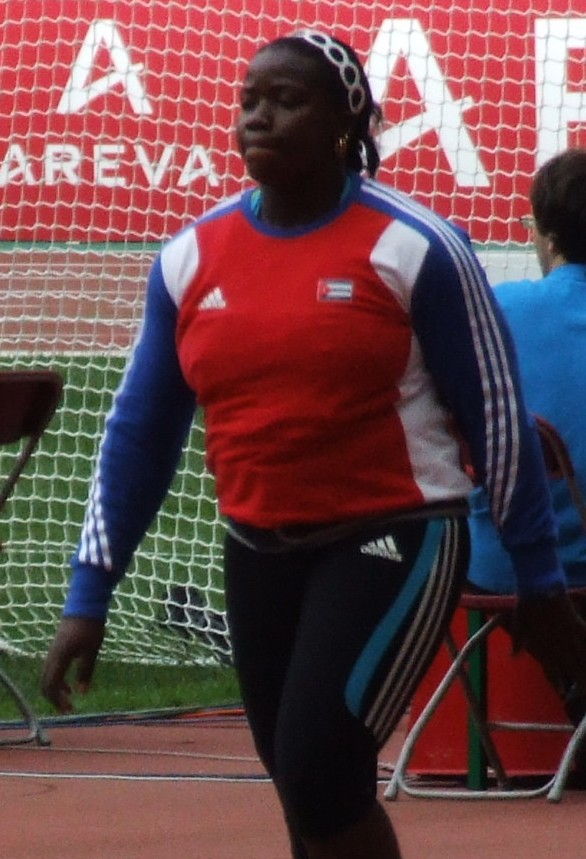
Yarelis Barrios, Silber 2008
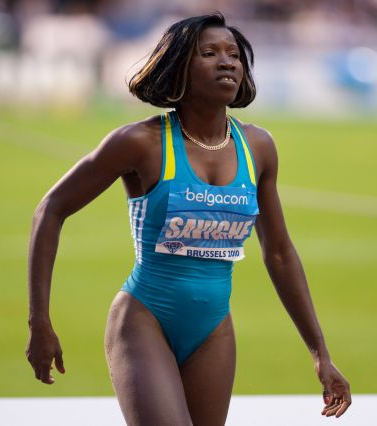
Yargelis Savigne
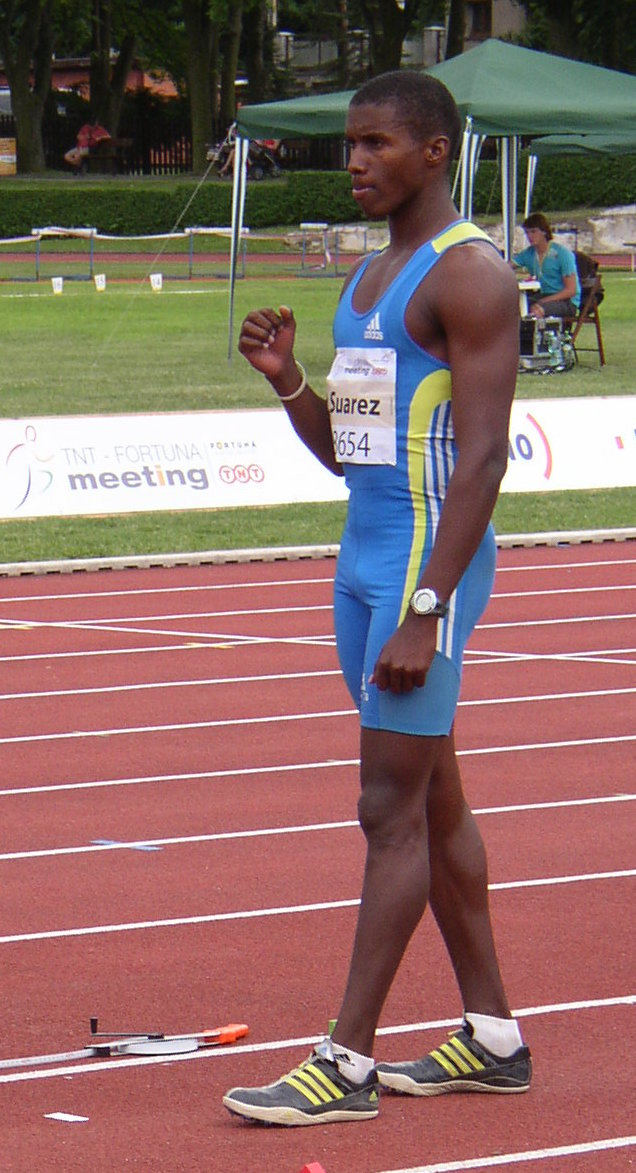
Leonel Suárez, Bronze 2008 und 2012
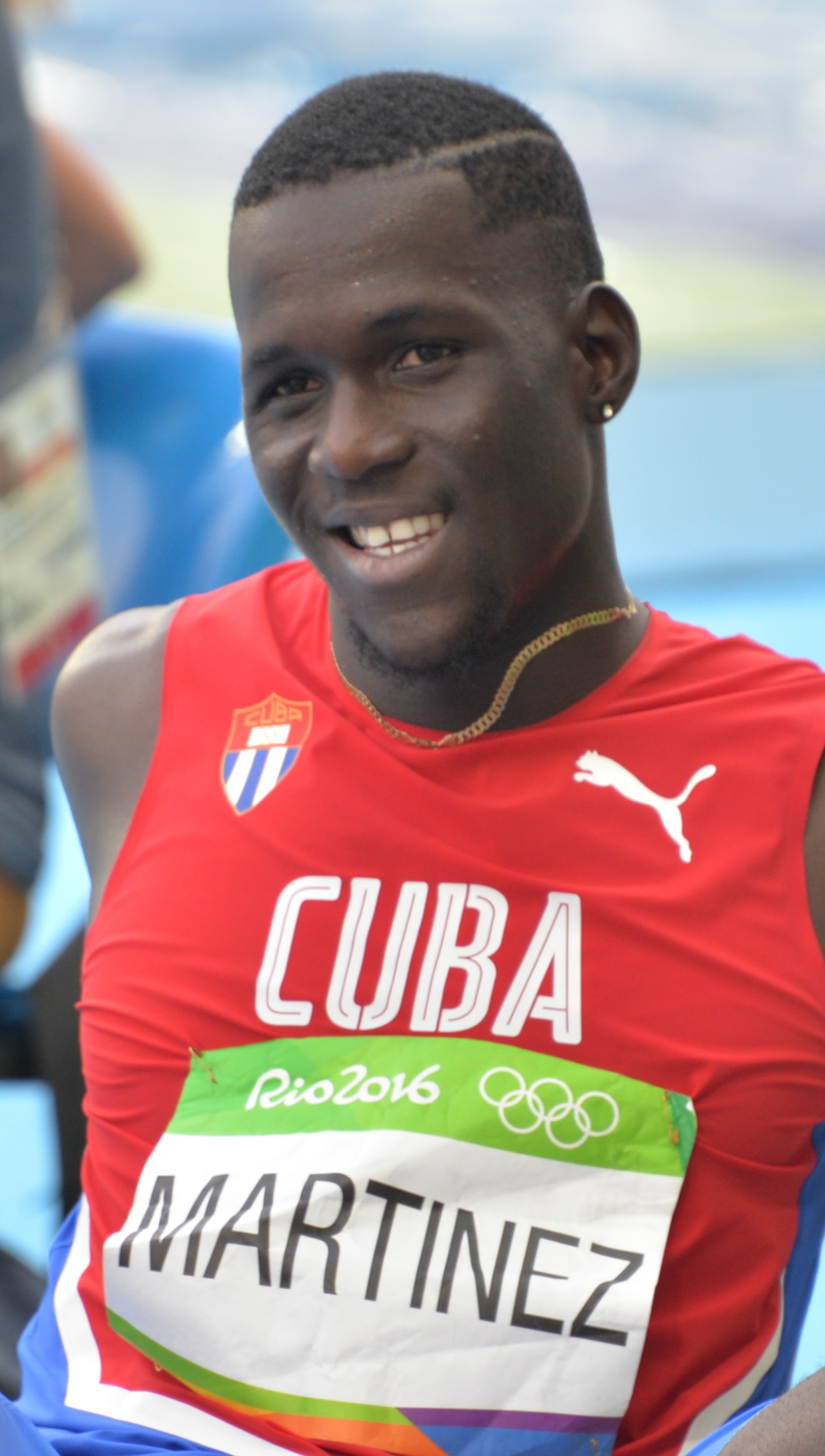
Lázaro Martínez

#### Moderner Fünfkampf
| Gelbes Symbol für Goldmedaillen mit stilisierten Olympischen Ringen | Graues Symbol für Silbermedaillen mit stilisierten Olympischen Ringen | Braundes Symbol für Bronzemedaillen mit stilisierten Olympischen Ringen |
| ------------------------------------------------------------------- | --------------------------------------------------------------------- | ----------------------------------------------------------------------- |
| —                                                                   | —                                                                     | —                                                                       |

Der erste moderne Fünfkämpfer aus Kuba, Yaniel Velázquez, nahm 2008 in Peking teil.

#### Radsport
| Gelbes Symbol für Goldmedaillen mit stilisierten Olympischen Ringen | Graues Symbol für Silbermedaillen mit stilisierten Olympischen Ringen | Braundes Symbol für Bronzemedaillen mit stilisierten Olympischen Ringen |
| ------------------------------------------------------------------- | --------------------------------------------------------------------- | ----------------------------------------------------------------------- |
| —                                                                   | 1                                                                     | —                                                                       |

Der erste kubanische Radsportler bei Olympia war 1948 der Bahnradfahrer Reinaldo Paseiro. Erst 60 Jahre später, 2008 in Peking, konnte die erste Medaille gewonnen werden. Yoanka González Pérez gewann Silber im Punktefahren. 2012 in London wurde Lisandra Guerra Sechste im Sprint, 2016 in Rio de Janeiro Marlies Mejías Siebte im Omnium.
| Name                  | Spiele      | Disziplin    | Anmerkung              |
| --------------------- | ----------- | ------------ | ---------------------- |
| Yoanka González Pérez | 2008 Peking | Punktefahren | erster Medaillengewinn |

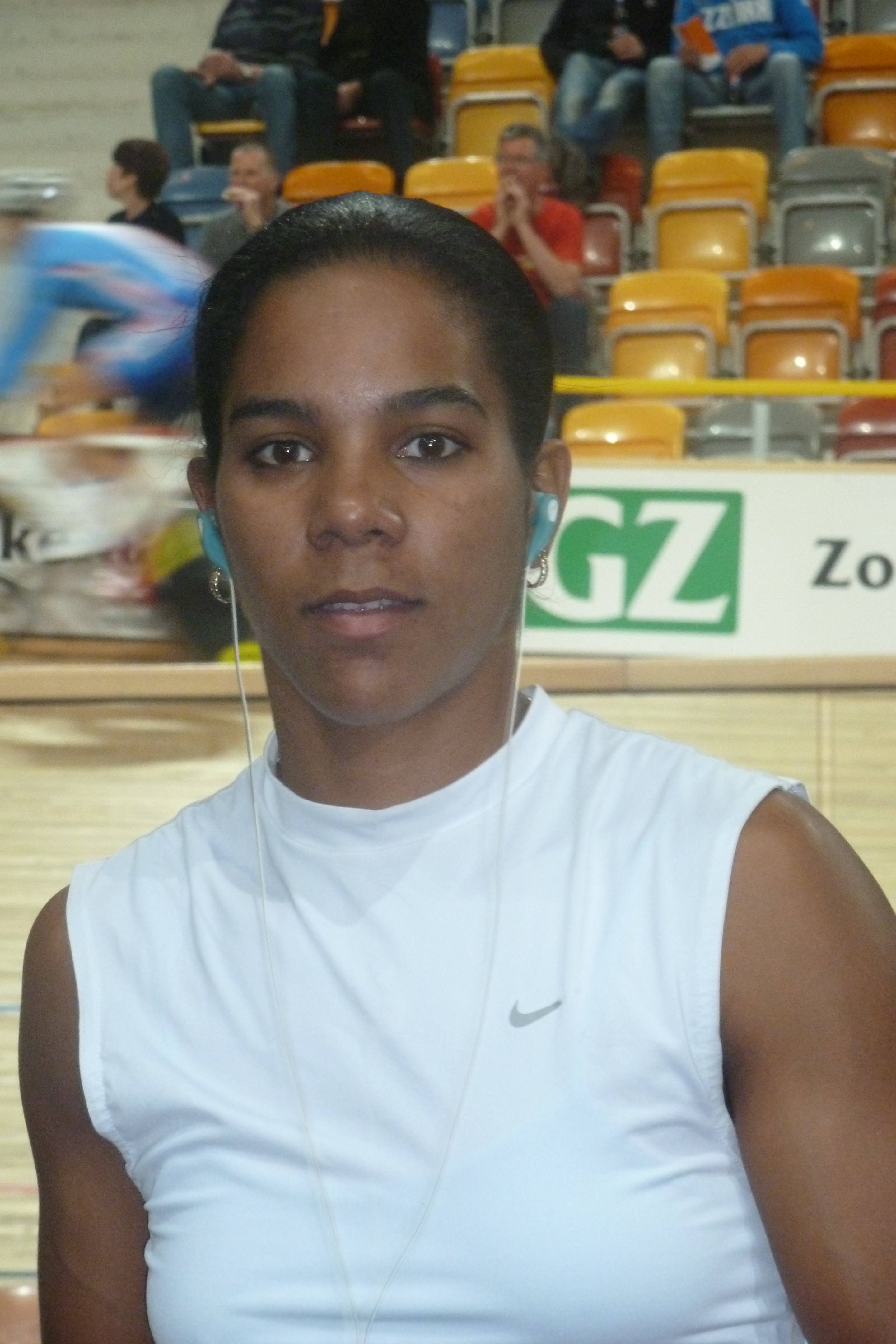
Lisandra Guerra
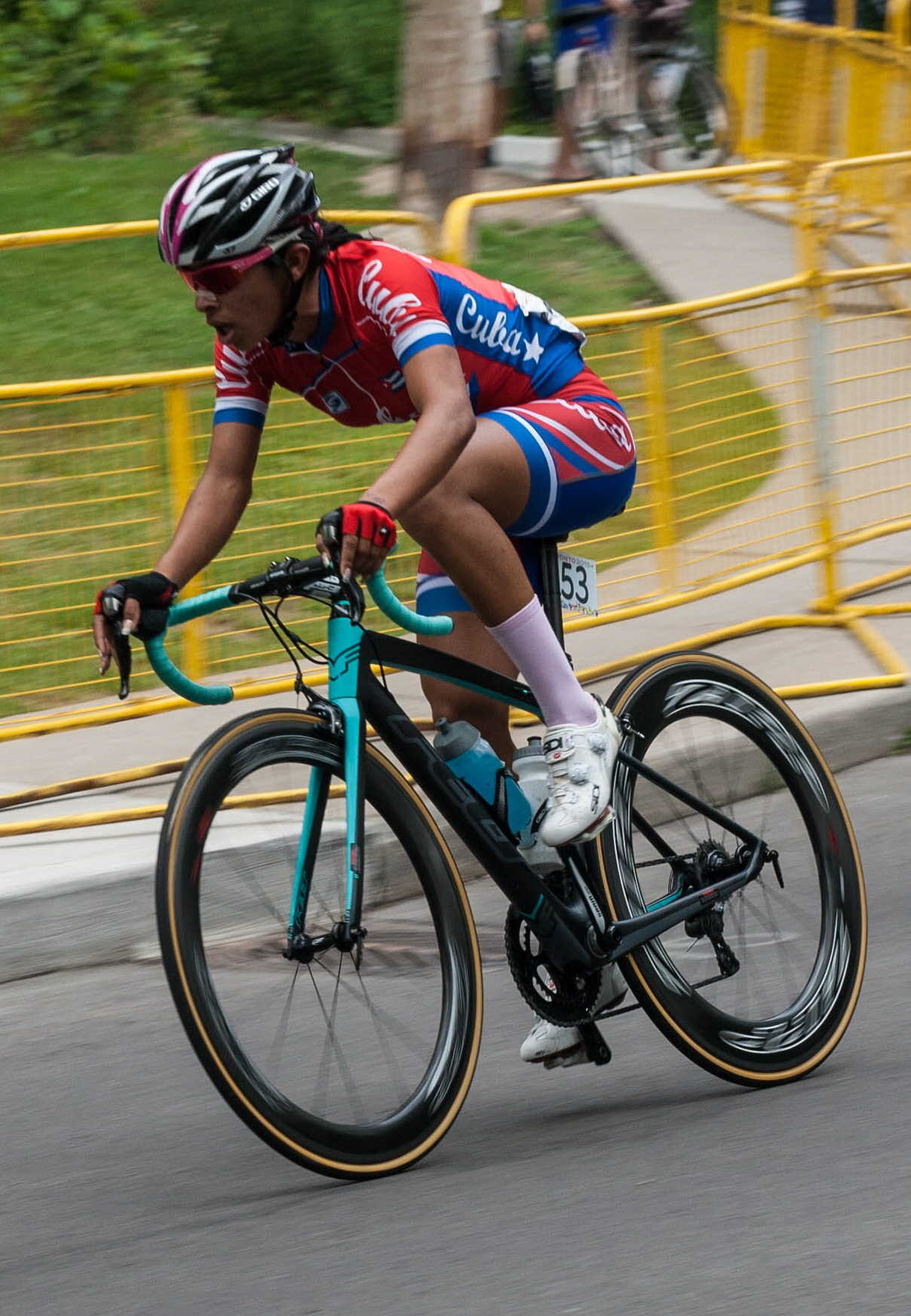
Marlies Majías

#### Ringen
| Gelbes Symbol für Goldmedaillen mit stilisierten Olympischen Ringen | Graues Symbol für Silbermedaillen mit stilisierten Olympischen Ringen | Braundes Symbol für Bronzemedaillen mit stilisierten Olympischen Ringen |
| ------------------------------------------------------------------- | --------------------------------------------------------------------- | ----------------------------------------------------------------------- |
| 9                                                                   | 6                                                                     | 7                                                                       |

Erstmals nahmen kubanische Ringer am olympischen Freistilturnier von 1948 teil. Erste Erfolge stellten sich 1976 ein. Der Leichtgewichtler José Ramos wurde Fünfter im Freistil. Im Federgewicht erreichte Raúl Cascaret 1980 in Moskau ebenfalls Platz 4 im Freistil.
1992 konnten die ersten Medaillen gewonnen werden. Héctor Milián wurde erster Medaillengewinner und Olympiasieger durch seinen Triumph im Schwergewicht im griechisch-römischen Stil. In dieser Stilart gewannen Wilber Sánchez Bronze im Halbfliegengewicht und Juan Luis Marén Bronze im Federgewicht. Zudem belegten Cecilio Rodríguez im Leichtgewicht und Néstor Almanza im Weltergewicht die vierten Plätze. Auch im Freistil wurden Medaillen gewonnen. Alejandro Puerto wurde Olympiasieger im Bantamgewicht, Lázaro Reinoso gewann Bronze im Federgewicht.
Einen kompletten Medaillensatz gewannen die kubanischen Ringer 1996 in Atlanta. Olympiasieger wurde Filiberto Ascuy im Weltergewicht des griechisch-römischen Stils. In der gleichen Stilart gewann Juan Luis Marén im Leichtgewicht Silber. Bronze ging im Freistil an Alexis Vila im Halbfliegengewicht. Yosvany Sánchez wurde zudem Vierter im Freistil-Leichtgewicht.
2000 in Sydney wurden fünf Medaillen gewonnen. Filiberto Ascuy wiederholte seinen Olympiasieg von Atlanta. Im griechisch-römischen Stil gewannen Lázaro Rivas im Bantamgewicht und Juan Luis Marén im Leichtgewicht jeweils Silber. Im Freistil konnte Yoel Romero Silber im Halbschwergewicht gewinnen. Bronze ging an Alexis Rodríguez im Superschwergewicht.
Ein kompletter Medaillensatz war die Ausbeute kubanischer Ringer 2004 in Athen. Olympiasieger Yandro Quintana, der im Halbweltergewicht im Freistil gewann. Roberto Monzón gewann Silber im Leichtgewicht im griechisch-römischen Stil, Bronze ging an den Freistilringer Iván Fundora im Mittelgewicht. Ernesto Peña Williams im Mittelgewicht (griechisch-römisch) und Yoel Romero im Halbschwergewicht (Freistil) verpassten mit Platz nur knapp eine Medaille.
2008 in Peking wurde Mijaín López Olympiasieger im Superschwergewicht des griechisch-römischen Stils. Er konnte seinen Titel 2012 in London erfolgreich verteidigen. Freistilringer Liván López Azcuy gewann Bronze im Weltergewicht.
2016 in Rio de Janeiro wurde Mijaín López zum dritten Mal in Folge Olympiasieger. Auch Ismael Borrero Molina konnte den Wettbewerb seiner Gewichtsklasse, dem Bantamgewicht, gewinnen. Yasmany Lugo gewann Silber im Schwergewicht.
| Name                  | Spiele              | Disziplin                              | Anmerkung                              |
| --------------------- | ------------------- | -------------------------------------- | -------------------------------------- |
| Héctor Milián         | 1992 Barcelona      | Schwergewicht, griechisch-römisch      | erster Olympiasieg und Medaillengewinn |
| Alejandro Puerto      | 1992 Barcelona      | Federgewicht, Freistil                 |                                        |
| Filiberto Ascuy       | 1996 Atlanta        | Weltergewicht, griechisch-römisch      |                                        |
| Filiberto Ascuy       | 2000 Sydney         | Weltergewicht, griechisch-römisch      |                                        |
| Yandro Quintana       | 2004 Athen          | Leichtgewicht, Freistil                |                                        |
| Mijaín López          | 2008 Peking         | Superschwergewicht, griechisch-römisch |                                        |
| Mijaín López          | 2012 London         | Superschwergewicht, griechisch-römisch |                                        |
| Mijaín López          | 2016 Rio de Janeiro | Superschwergewicht, griechisch-römisch |                                        |
| Ismael Borrero Molina | 2016 Rio de Janeiro | Bantamgewicht, griechisch-römisch      |                                        |

| Name            | Spiele              | Disziplin                         | Anmerkung |
| --------------- | ------------------- | --------------------------------- | --------- |
| Juan Luis Marén | 1996 Atlanta        | Federgewicht, griechisch-römisch  |           |
| Lázaro Rivas    | 2000 Sydney         | Bantamgewicht, griechisch-römisch |           |
| Juan Luis Marén | 2000 Sydney         | Leichtgewicht, griechisch-römisch |           |
| Yoel Romero     | 2000 Sydney         | Halbschwergewicht, Freistil       |           |
| Roberto Monzón  | 2004 Athen          | Leichtgewicht, griechisch-römisch |           |
| Yasmany Lugo    | 2016 Rio de Janeiro | Schwergewicht, griechisch-römisch |           |

| Name              | Spiele         | Disziplin                              | Anmerkung |
| ----------------- | -------------- | -------------------------------------- | --------- |
| Wilber Sánchez    | 1992 Barcelona | Halbfliegengewicht, griechisch-römisch |           |
| Juan Luis Marén   | 1992 Barcelona | Federgewicht, griechisch-römisch       |           |
| Lázaro Reinoso    | 1992 Barcelona | Federgewicht, Freistil                 |           |
| Alexis Vila       | 1996 Atlanta   | Halbfliegengewicht, Freistil           |           |
| Alexis Rodríguez  | 2000 Sydney    | Superschwergewicht, Freistil           |           |
| Iván Fundora      | 2004 Athen     | Mittelgewicht, Freistil                |           |
| Liván López Azcuy | 2012 London    | Weltergewicht, Freistil                |           |

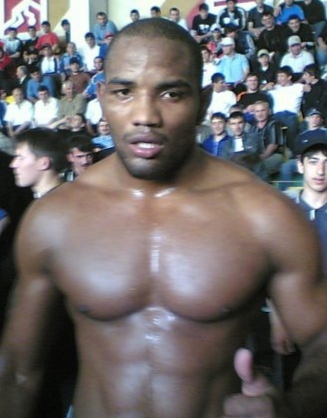
Yoel Romero, Silber 2000
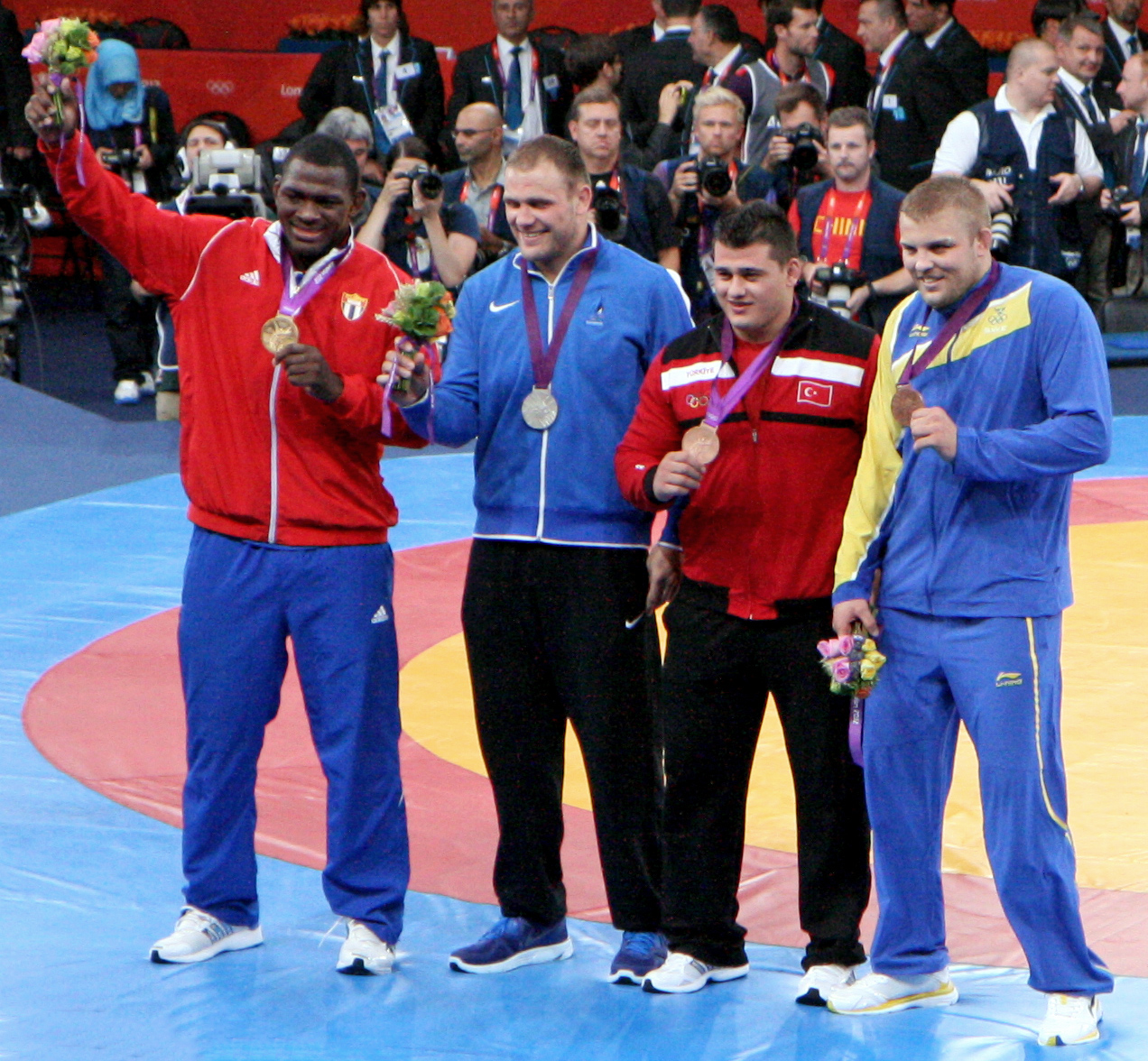
Siegerehrung im Superschwergewicht griechisch-römisch 2012: ganz links Olympiasieger Mijaín López
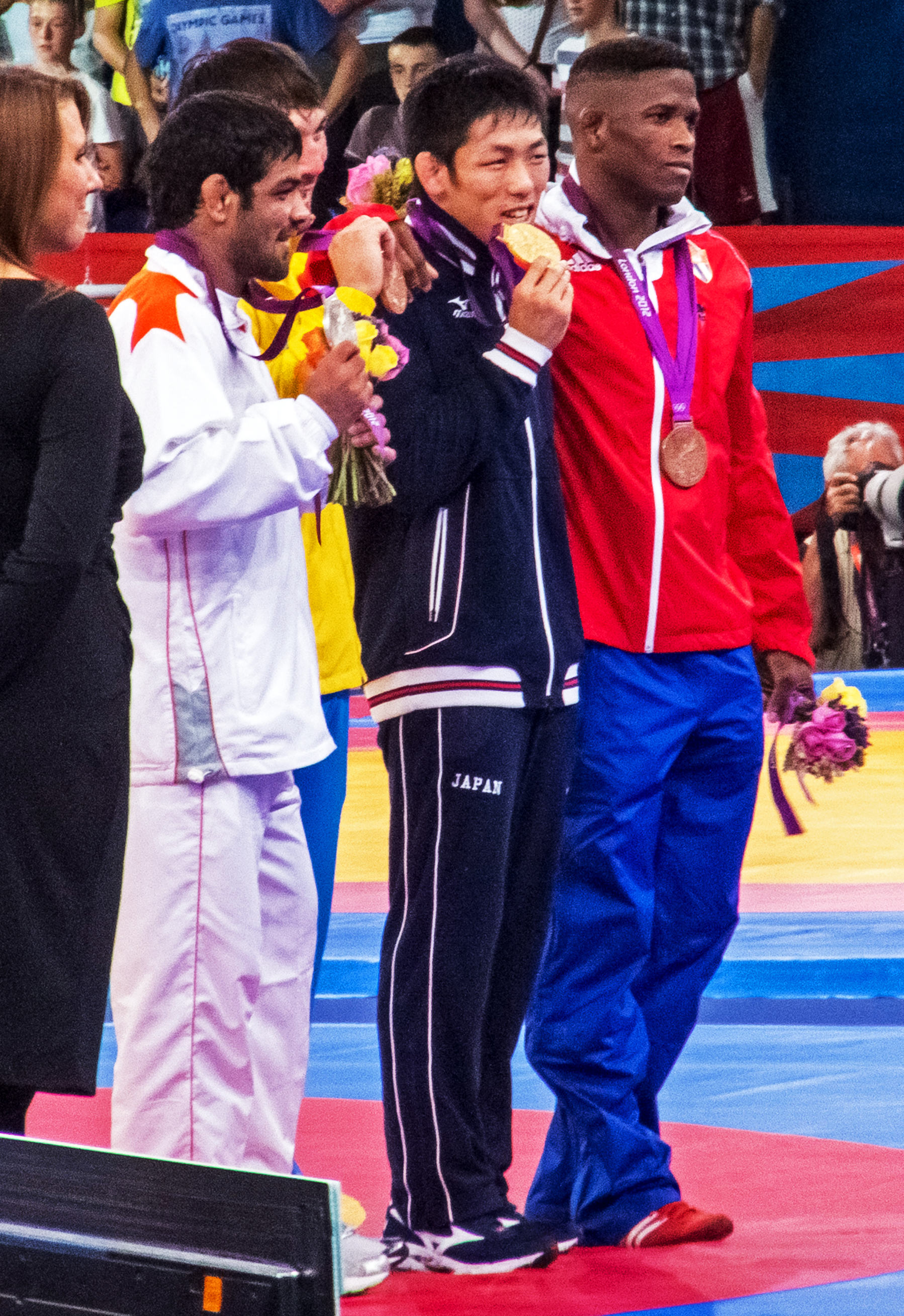
Siegerehrung im Weltergewicht Freistil 2012: ganz links Liván López Azcuy
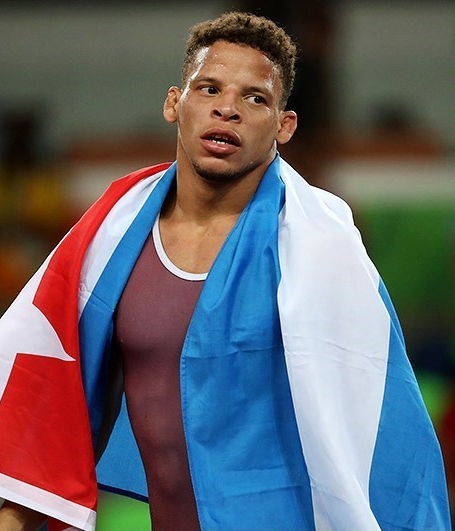
Ismael Borrero Molina, Olympiasieger 2016
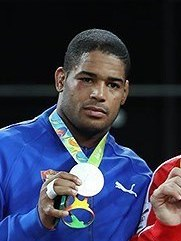
Yasmany Lugo, Silber 2016

#### Rudern
| Gelbes Symbol für Goldmedaillen mit stilisierten Olympischen Ringen | Graues Symbol für Silbermedaillen mit stilisierten Olympischen Ringen | Braundes Symbol für Bronzemedaillen mit stilisierten Olympischen Ringen |
| ------------------------------------------------------------------- | --------------------------------------------------------------------- | ----------------------------------------------------------------------- |
| —                                                                   | —                                                                     | —                                                                       |

Rudern stand für Kuba erstmals 1948 in London auf dem Plan. Ein Erfolg konnte erst 1992 in Barcelona gefeiert werden, als der Zweier mit Steuermann das Finale erreichte und Fünfter wurde. 2000 belegte Mayra González Platz 7 im Einer. 2008 wurde der Leichtgewichts-Doppelzweier Sechster. 2012 fuhr Ángel Fournier im Einer auf Platz 7. In Rio de Janeiro erreichte er 2016 Platz 6.

#### Schießen
| Gelbes Symbol für Goldmedaillen mit stilisierten Olympischen Ringen | Graues Symbol für Silbermedaillen mit stilisierten Olympischen Ringen | Braundes Symbol für Bronzemedaillen mit stilisierten Olympischen Ringen |
| ------------------------------------------------------------------- | --------------------------------------------------------------------- | ----------------------------------------------------------------------- |
| 1                                                                   | —                                                                     | 3                                                                       |

Kubanische Sportschützen traten erstmals 1948 in London an. Einen ersten Erfolg konnte man 1968 verbuchen. Mit der freien Pistole belegte Nelson Oñate Platz 7. Roberto Castrillo wurde 1972 Fünfter im Skeetschießen. 1980 gewann er mit der Bronzemedaille die erste kubanische Medaille im Schießen, Teamkollege Guillermo Torres wurde Sechster.
1996 erreichte Juan Miguel Rodríguez im Skeetschießen Platz 8, 2004 in Athen gewann er Bronze. Eine weitere Bronzemedaille gewann 2008 in Peking Eglys Cruz mit dem Kleinkalibergewehr im Dreistellungskampf. Mit der Schnellfeuerpistole wurde Leuris Pupo Siebter.
2012 gewann Leuris Pupo den Wettkampf mit der Schnellfeuerpistole und wurde damit der erste kubanische Olympiasieger im Schießen. 2016 in Rio de Janeiro belegte er Platz 5.
| Name        | Spiele      | Disziplin           | Anmerkung          |
| ----------- | ----------- | ------------------- | ------------------ |
| Leuris Pupo | 2012 London | Schnellfeuerpistole | erster Olympiasieg |

| Name                  | Spiele      | Disziplin                             | Anmerkung              |
| --------------------- | ----------- | ------------------------------------- | ---------------------- |
| Roberto Castrillo     | 1980 Moskau | Skeet                                 | erster Medaillengewinn |
| Juan Miguel Rodríguez | 2004 Athen  | Skeet                                 |                        |
| Eglys Cruz            | 2008 Peking | Kleinkalibergewehr Dreistellungskampf |                        |

#### Schwimmen
| Gelbes Symbol für Goldmedaillen mit stilisierten Olympischen Ringen | Graues Symbol für Silbermedaillen mit stilisierten Olympischen Ringen | Braundes Symbol für Bronzemedaillen mit stilisierten Olympischen Ringen |
| ------------------------------------------------------------------- | --------------------------------------------------------------------- | ----------------------------------------------------------------------- |
| —                                                                   | 1                                                                     | 1                                                                       |

Im Schwimmen traten Kubaner erstmals 1948 in London an. 1956 in Melbourne erreichte Manuel Sanguily das Finale über 200 Meter Brust und wurde Siebter. 1992 qualifizierte sich Rodolfo Falcón für das Finale über 100 Meter Rücken. Er wurde Siebter.
1996 in Atlanta wurden die ersten kubanischen Schwimmmedaillen gewonnen. Über 100 Meter Rücken gewann Roberto Falcón Silber, Neisser Bent gewann Bronze. Falcón erreichte auch das Finale über 200 Meter Rücken, hier wurde er Achter. 2012 in London wurde Hanser García Siebter über 100 Meter Freistil.
| Name           | Spiele       | Disziplin        | Anmerkung              |
| -------------- | ------------ | ---------------- | ---------------------- |
| Roberto Falcón | 1996 Atlanta | 100 Meter Rücken | erster Medaillengewinn |

| Name        | Spiele       | Disziplin        | Anmerkung |
| ----------- | ------------ | ---------------- | --------- |
| Neisse Bent | 1996 Atlanta | 100 Meter Rücken |           |

#### Segeln
| Gelbes Symbol für Goldmedaillen mit stilisierten Olympischen Ringen | Graues Symbol für Silbermedaillen mit stilisierten Olympischen Ringen | Braundes Symbol für Bronzemedaillen mit stilisierten Olympischen Ringen |
| ------------------------------------------------------------------- | --------------------------------------------------------------------- | ----------------------------------------------------------------------- |
| —                                                                   | 1                                                                     | —                                                                       |

Die erste Segelregatta mit kubanischer Beteiligung fand 1924 in der 6-Meter-Klasse statt. 1948 kam es zum ersten kubanischen Medaillengewinn im Segeln. Carlos de Cárdenas Plá und sein Sohn Carlos de Cárdenas Culmell gewannen in der Starbootklasse Silber. 1952 belegten sie Platz 4.
| Name                                              | Spiele      | Disziplin | Anmerkung              |
| ------------------------------------------------- | ----------- | --------- | ---------------------- |
| Carlos de Cárdenas Plá Carlos de Cárdenas Culmell | 1948 London | Starboot  | erster Medaillengewinn |

#### Softball
| Gelbes Symbol für Goldmedaillen mit stilisierten Olympischen Ringen | Graues Symbol für Silbermedaillen mit stilisierten Olympischen Ringen | Braundes Symbol für Bronzemedaillen mit stilisierten Olympischen Ringen |
| ------------------------------------------------------------------- | --------------------------------------------------------------------- | ----------------------------------------------------------------------- |
| —                                                                   | —                                                                     | —                                                                       |

Eine kubanische Softballmannschaft nahm erstmals 2000 am olympischen Turnier teil. Die Kubanerinnen konnten nur eins der sieben Vorrundenspiele gewinnen. Im Endklassement belegten sie damit Platz 7.

#### Taekwondo
| Gelbes Symbol für Goldmedaillen mit stilisierten Olympischen Ringen | Graues Symbol für Silbermedaillen mit stilisierten Olympischen Ringen | Braundes Symbol für Bronzemedaillen mit stilisierten Olympischen Ringen |
| ------------------------------------------------------------------- | --------------------------------------------------------------------- | ----------------------------------------------------------------------- |
| 1                                                                   | 2                                                                     | 2                                                                       |

Kubanische Taekwondoin gingen erstmals bei der olympischen Premiere der Sportart 2000 an den Start. Im Weltergewicht wurde Ángel Matos Olympiasieger, als er im Finale seinen deutschen Gegner Faissal Ebnoutalib besiegte. Im Fliegengewicht der Frauen gewann Urbia Meléndez Silber. In der gleichen Gewichtsklasse gewann Yanelis Labrada 2004 in Athen ebenfalls Silber. 2008 in Peking gewann Daynellis Montejo Bronze im Fliegengewicht. Ebenfalls Bronze gewann 2012 in London Robelis Despaigne im Schwergewicht.
| Name        | Spiele      | Disziplin     | Anmerkung          |
| ----------- | ----------- | ------------- | ------------------ |
| Ángel Matos | 2000 Sydney | Weltergewicht | erster Olympiasieg |

| Name            | Spiele      | Disziplin      | Anmerkung              |
| --------------- | ----------- | -------------- | ---------------------- |
| Urbia Meléndez  | 2000 Sydney | Fliegengewicht | erster Medaillengewinn |
| Yanelis Labrada | 2004 Athen  | Fliegengewicht |                        |

| Name              | Spiele      | Disziplin      | Anmerkung |
| ----------------- | ----------- | -------------- | --------- |
| Daynellis Montejo | 2008 Peking | Fliegengewicht |           |
| Robelis Despaigne | 2012 London | Schwergewicht  |           |

#### Tischtennis
| Gelbes Symbol für Goldmedaillen mit stilisierten Olympischen Ringen | Graues Symbol für Silbermedaillen mit stilisierten Olympischen Ringen | Braundes Symbol für Bronzemedaillen mit stilisierten Olympischen Ringen |
| ------------------------------------------------------------------- | --------------------------------------------------------------------- | ----------------------------------------------------------------------- |
| —                                                                   | —                                                                     | —                                                                       |

Kubaner nahmen erstmals 1992 am olympischen Tischtennisturnier teil.

#### Turnen
| Gelbes Symbol für Goldmedaillen mit stilisierten Olympischen Ringen | Graues Symbol für Silbermedaillen mit stilisierten Olympischen Ringen | Braundes Symbol für Bronzemedaillen mit stilisierten Olympischen Ringen |
| ------------------------------------------------------------------- | --------------------------------------------------------------------- | ----------------------------------------------------------------------- |
| —                                                                   | —                                                                     | —                                                                       |

Die ersten kubanischen Turner nahmen 1948 in London teil. Erfolgreich war erst die Teilnahme 1980 in Moskau. Die Männermannschaft wurde Siebte im Mehrkampf. Casimiro Suárez erreichte das Gerätefinale am Reck und wurde Sechster. Ebenfalls Sechster wurde Rodrigo Richards am Barren. 2016 in Rio de Janeiro qualifizierte sich Manrique Larduet für zwei Gerätefinals. Am Barren wurde er Fünfter, am Reck Sechster.

#### Volleyball
| Gelbes Symbol für Goldmedaillen mit stilisierten Olympischen Ringen | Graues Symbol für Silbermedaillen mit stilisierten Olympischen Ringen | Braundes Symbol für Bronzemedaillen mit stilisierten Olympischen Ringen |
| ------------------------------------------------------------------- | --------------------------------------------------------------------- | ----------------------------------------------------------------------- |
| 3                                                                   | —                                                                     | 2                                                                       |

1972 nahmen sowohl die Männer als auch die Frauen erstmals an einem olympischen Volleyballturnier teil. Die Männer verloren in ihrer Vorrunde drei ihrer fünf Spiele, darunter 0:3 gegen die DDR. Gegen die Bundesrepublik Deutschland siegte Kuba mit 3:2. Im Endklassement bedeutete dies Platz 10. Die Frauen konnten in drei Spielen nur ein Mal gewinnen. Die Platzierungsrunde gegen die Bundesrepublik Deutschland gewannen sie mit 3:0, das Spiel um Platz 5 verloren sie hingegen mit 2:3 gegen Ungarn.
Erfolgreicher gestaltete sich das Turnier von 1976. Das Männerteam konnte drei Siege in vier Vorrundenspielen erzielen. Das Halbfinale wurde gegen die Sowjetunion mit 0:3 verloren, doch das Spiel um Bronze mit 3:0 gegen Japan gewonnen und somit die erste Volleyballmedaille gewonnen. In ihren drei Vorrundenspielen konnten die Frauen nur gegen die DDR-Auswahl gewinnen. In der Platzierungsrunde wurde Kanada mit 3:2 besiegt, das Spiel um Platz 5 gewannen die Kubanerinnen mit 3:0, Gegner war wieder die DDR.
1980 konnte die Männermannschaft nur eins der vier Vorrundenspiele gewinnen. In der Platzierungsrunde unterlag man Jugoslawien und der Tschechoslowakei und belegte Platz 8. Auch die Frauen gewannen nur eins ihrer Vorrundenspiele. Die beiden anderen gingen verloren, u. a. mit 1:3 gegen die DDR. Die Platzierungsspiele gegen Brasilien und Peru konnten die Kubanerinnen gewinnen und wurden somit Fünfte.
1992 in Barcelona gewannen die Männer vier von fünf Vorrundenspielen. Im Viertelfinale wurde Spanien mit 3:0 besiegt. Das Halbfinale gegen die Niederlande ging mit 0:3 verloren, das Spiel um Bronze gegen die USA mit 1:3. Die Frauen waren erfolgreicher. Sie gewannen alle drei Vorrundenspiele und waren im Viertelfinale gesetzt, kamen somit kampflos weiter. Im Halbfinale schlugen die Kubanerinnen ihre Gegnerinnen aus den USA mit 3:2. Mit dem 3:0-Sieg im Finale über das vereinte Team der ehemaligen Sowjetrepubliken wurde die Frauenmannschaft zum ersten kubanischen Olympiasieger im Volleyball.
1996 in Atlanta gewannen die Männer vier von fünf Vorrundenspiele. Im Viertelfinale unterlag man dann Russland. Gegen Bulgarien setzte man sich dann in der Platzierungsrunde durch, verlor jedoch das Spiel um Platz 5 gegen Brasilien. Die Frauen wiederholten ihren Olympiasieg von Barcelona. In der Vorrunde verzeichneten sie drei Siege und zwei Niederlagen. Gegen Deutschland waren sie mit 3:0 erfolgreich. Im Viertelfinale gewannen die Kubanerinnen gegen die USA, im Halbfinale gegen Brasilien. Im Finale wurde China mit 3:1 geschlagen.
Zum dritten Mal in Folge wurden die kubanischen Frauen Olympiasiegerinnen. Mit vier Siegen in fünf Vorrundenspielen, darunter ein 3:0 über Deutschland, qualifizierte sich das Team für das Viertelfinale. Hier wurde Kroatien mit 3:0 geschlagen, im Halbfinale Brasilien mit 3:2. Das Finale gegen Russland gewannen die Kubanerinnen mit 3:2. Die Männer gewannen drei ihrer fünf Spiele der Vorrunde. Im Viertelfinale kassierten sie eine 0:3-Niederlage gegen Russland. In der Platzierungsrunde verlor man dann gegen Brasilien mit 2:3, gewann aber das Spiel um Platz 7 gegen Australien mit 3:0.
2004 in Athen gewannen die Frauen mit Bronze ihre vierte Medaille in Folge. Sie konnten in der Vorrunde drei ihrer fünf Spiele gewinnen, verloren jedoch gegen Deutschland gleich im ersten Spiel mit 2:3. Im Viertelfinale schlugen sie die Italienerinnen mit 3:2, unterlagen im Halbfinale dann China mit 2:3. Das Spiel um Bronze wurde gegen Brasilien mit 3:1 gewonnen.
In Peking 2008 gewannen die Frauen zunächst alle ihre Vorrundenspiele. Im Viertelfinale wurde Serbien mit 3:0 besiegt. Im Halbfinale gab es eine 0:3-Niederlage gegen die USA. Auch das Spiel um Bronze wurde verloren. Kuba unterlag China mit 1:3.
Erst 2016 in Rio de Janeiro hatten sich wieder Frauen qualifiziert. Sie verloren jedoch alle Vorrundenspiele.
| Name                          | Spiele         | Disziplin     | Anmerkung          |
| ----------------------------- | -------------- | ------------- | ------------------ |
| Nationalmannschaft der Frauen | 1992 Barcelona | Frauenturnier | erster Olympiasieg |
| Nationalmannschaft der Frauen | 1996 Atlanta   | Frauenturnier |                    |
| Nationalmannschaft der Frauen | 2000 Sydney    | Frauenturnier |                    |

| Name                          | Spiele        | Disziplin     | Anmerkung              |
| ----------------------------- | ------------- | ------------- | ---------------------- |
| Nationalmannschaft der Männer | 1976 Montreal | Männerturnier | erster Medaillengewinn |
| Nationalmannschaft der Frauen | 2004 Athen    | Frauenturnier |                        |

#### Wasserball
| Gelbes Symbol für Goldmedaillen mit stilisierten Olympischen Ringen | Graues Symbol für Silbermedaillen mit stilisierten Olympischen Ringen | Braundes Symbol für Bronzemedaillen mit stilisierten Olympischen Ringen |
| ------------------------------------------------------------------- | --------------------------------------------------------------------- | ----------------------------------------------------------------------- |
| —                                                                   | —                                                                     | —                                                                       |

Eine kubanische Wasserballmannschaft nahm erstmals 1968 in Mexiko-Stadt teil. In der Vorrunde erreichte das Team drei Siege, darunter ein 7:6 über die Bundesrepublik Deutschland, und ein Unentschieden. Das Spiel um Platz 7 wurde gegen die Mannschaft der DDR mit 2:8 verloren.
1972 konnte sich Kuba mit drei Siegen in fünf Vorrundenspielen als Gruppendritter für die Zwischenrunde um die Plätze 5 bis 12 qualifizieren. In dieser Gruppenrunde belegte Kuba Platz 3 und wurde somit Gesamtneunter.
Ein Sieg, ein Unentschieden und eine Niederlage in der Vorrunde genügten Kuba 1976 nicht, um sich für das Halbfinale zu qualifizieren. In der Finalrunde für die Plätze 7 bis 12 erzielte Kuba zwei Siege und ein Unentschieden, was die Mannschaft auf Platz 7 brachte.
Mit zwei Siegen und einem Unentschieden qualifizierte sich Kuba 1980 für die Finalrunde um die Plätze 1 bis 6. Hier schafften die Kubaner ein Unentschieden, kassierten aber auch drei Niederlagen und belegten damit Platz 5.
Zwei Siege und drei Niederlagen bedeuteten für Kuba die Platzierungsrunde im Turnier von 1992. In dieser Runde zur Ermittlung der Plätze 5 bis 8 kassierten die Kubaner zwei weitere Niederlagen, u. a. ein 6:10 gegen Deutschland. Im Endklassement lag die Mannschaft auf Platz 8.

#### Wasserspringen
| Gelbes Symbol für Goldmedaillen mit stilisierten Olympischen Ringen | Graues Symbol für Silbermedaillen mit stilisierten Olympischen Ringen | Braundes Symbol für Bronzemedaillen mit stilisierten Olympischen Ringen |
| ------------------------------------------------------------------- | --------------------------------------------------------------------- | ----------------------------------------------------------------------- |
| —                                                                   | —                                                                     | —                                                                       |

Das kubanische Olympiadebüt im Wasserspringen fand 1948 in London mit dem Kunstspringer José Castillo statt. 1980 konnte Lourdes González im Kunstspringen Platz 8 erreichen. 2004 in Athen scheiterten Jorge Betancourt und Erick Fornaris als Vierte im Synchron-Kunstspringen nur knapp an einem Medaillenplatz. 2008 in Peking wurde José Antonio Guerra Fünfter im Turmspringen. Die gleiche Platzierung erreichte er 2012 in London. Zusammen mit seinem Partner Jeinkler Aguirre belegte er Platz 5 im Synchron-Turmspringen.

### Jugendspiele

#### Jugend-Sommerspiele
41 jugendliche Sportler, 31 Jungen und zehn Mädchen, gingen bei der ersten Austragung von Olympischen Jugend-Sommerspielen 2010 in Singapur an den Start. Die Athleten gewannen 14 Medaillen, davon neun Gold-, drei Silber- und zwei Bronzemedaillen.
Im Boxen, traditionell Kubas stärkste Sportart, siegten Robeisy Ramírez im Bantamgewicht, Irosvani Duverger im Halbschwergewicht und Lenier Pero im Schwergewicht. In der Leichtathletik gewann Norge Sotomayor das Rennen über 400 Meter Hürden und Radame Fabar den Dreisprung. Hinzu kam eine Silbermedaille durch Lismania Muñoz im Speerwurf. Weitere Olympiasieger waren der Turner Ernesto Vila, der das Finale am Boden gewann, die moderne Fünfkämpferin Leydi Laura Moya, der Kanute Orestes Sacerio im Canadier-Sprint, sowie die Jungenmannschaft im Volleyball. Zwei Ringer gewannen Silber: Yosvanys Peña im griechisch-römischen Stil in der Klasse bis 42 kg sowie Abraham de Jesús im Freistil in der Klasse bis 100 kg. Bronze ging an den Gewichtheber Ediel Marquez in der Klasse bis 69 kg und die Taekwondoin Yuleimi Abreu in der Klasse bis 63 kg.
Der Judoka Alex Maxell García gewann mit dem Team Essen, bestehend aus sieben Judokas aus sieben Ländern, die Goldmedaille. Diese Medaille wird nicht im Medaillenspiegel Kubas gelistet, sie wird dem Medaillenspiegel der gemischten Teams (Mixed Teams) zugerechnet.
2014 in Nanjing nahmen zwölf kubanische Athleten, neun Jungen und drei Mädchen, teil. Sie gewannen vier Medaillen, zwei Gold- und je eine Silber- und Bronzemedaille. Drei Medaillen wurden im Boxen gewonnen. Javier Ibañez gewann Gold in der Klasse bis 56 kg, Yordan Hernández in der Klasse bis 91 kg. Silber gewann Alain Limonta in der Klasse bis 60 kg. Die Bronzemedaille gewann der Judoka Iván Felipe Silva in der Klasse bis 81 kg. Silva nahm auch an den Sommerspielen in Rio de Janeiro 2016 teil.

## Kunstwettbewerbe
Nur ein Mal, 1932 in Los Angeles, wurden Werke kubanischer Künstler eingereicht. Die drei Komponisten Abelardo Cuevas, Lenva und Rogelio Pazquez konnten sich nicht platzieren.

## Teilnehmer nach Sportart

### Sommerspiele
| Sportart           | Jahr | Jahr | Jahr | Jahr | Jahr | Jahr | Jahr | Jahr | Jahr | Jahr | Jahr | Jahr | Jahr | Jahr | Jahr | Jahr | Jahr | Jahr | Jahr | Jahr |
| Sportart           | 1900 | 1904 | 1924 | 1928 | 1948 | 1952 | 1956 | 1960 | 1964 | 1968 | 1972 | 1976 | 1980 | 1992 | 1996 | 2000 | 2004 | 2008 | 2012 | 2016 |
| ------------------ | ---- | ---- | ---- | ---- | ---- | ---- | ---- | ---- | ---- | ---- | ---- | ---- | ---- | ---- | ---- | ---- | ---- | ---- | ---- | ---- |
| Badminton          |      |      |      |      |      |      |      |      |      |      |      |      |      |      |      |      |      |      |      | 1    |
| Baseball           |      |      |      |      |      |      |      |      |      |      |      |      |      | 24   | 24   | 24   | 24   | 24   |      |      |
| Basketball         |      |      |      |      | 13   | 12   |      |      |      | 12   | 12   | 12   | 24   | 12   | 12   | 12   |      |      |      |      |
| Beach-Volleyball   |      |      |      |      |      |      |      |      |      |      |      |      |      |      | 2    | 2    | 4    | 4    |      | 2    |
| Bogenschießen      |      |      |      |      |      |      |      |      |      |      |      |      |      |      |      | 4    | 1    | 1    | 1    | 1    |
| Boxen              |      |      |      |      |      |      |      | 1    | 6    | 11   | 11   | 11   | 11   | 12   | 12   | 12   | 11   | 10   | 8    | 10   |
| Fechten            | 1    | 2    | 6    |      | 6    | 1    |      | 1    | 2    | 13   | 15   | 13   | 13   | 5    | 7    | 11   | 4    | 2    |      | 1    |
| Fußball            |      |      |      |      |      |      |      |      |      |      |      | 13   | 16   |      |      |      |      |      |      |      |
| Gewichtheben       |      |      |      |      | 3    | 1    |      | 1    | 1    | 5    | 6    | 9    | 9    | 8    | 5    | 5    | 2    | 6    | 4    | 2    |
| Handball           |      |      |      |      |      |      |      |      |      |      |      |      | 13   |      |      | 14   |      |      |      |      |
| Hockey             |      |      |      |      |      |      |      |      |      |      |      |      | 16   |      |      |      |      |      |      |      |
| Judo               |      |      |      |      |      |      |      |      |      |      | 3    | 2    | 6    | 12   | 12   | 14   | 12   | 14   | 9    | 9    |
| Kanusport          |      |      |      |      |      |      |      |      |      |      | 2    |      | 3    | 5    |      | 3    | 4    | 4    | 6    | 8    |
| Leichtathletik     |      | 1    |      | 1    | 3    | 5    | 2    | 3    | 3    | 18   | 19   | 26   | 17   | 34   | 46   | 33   | 33   | 43   | 46   | 43   |
| Moderner Fünfkampf |      |      |      |      |      |      |      |      |      |      |      |      |      |      |      |      |      | 1    |      | 2    |
| Radsport           |      |      |      |      | 1    |      |      |      |      | 6    | 6    | 6    | 3    | 4    | 1    | 4    | 4    | 3    | 4    | 3    |
| Ringen             |      |      |      |      | 3    |      |      | 1    |      | 3    | 7    | 9    | 10   | 15   | 15   | 13   | 12   | 12   | 12   | 10   |
| Rudern             |      |      |      |      | 5    |      | 9    |      | 9    | 11   | 7    | 14   | 17   | 3    | 2    | 9    | 7    | 9    | 6    | 7    |
| Schießen           |      |      |      |      | 7    | 2    |      |      |      | 8    | 8    | 4    | 5    | 5    | 3    | 6    | 8    | 3    | 4    | 7    |
| Schwimmen          |      |      |      |      | 2    | 2    | 2    | 1    |      | 3    |      |      |      | 2    | 3    | 9    | 2    | 2    | 2    | 2    |
| Segeln             |      |      | 3    |      | 2    | 3    | 2    | 2    |      |      |      |      | 3    |      | 2    | 2    |      |      |      |      |
| Softball           |      |      |      |      |      |      |      |      |      |      |      |      |      |      |      | 15   |      |      |      |      |
| Taekwondo          |      |      |      |      |      |      |      |      |      |      |      |      |      |      |      | 4    | 2    | 3    | 3    | 1    |
| Tischtennis        |      |      |      |      |      |      |      |      |      |      |      |      |      | 4    |      | 5    |      |      | 1    | 2    |
| Turnen             |      |      |      |      | 7    | 7    | 1    | 2    | 6    | 12   | 6    | 2    | 6    |      |      | 2    | 3    |      |      |      |
| Volleyball         |      |      |      |      |      |      |      |      |      |      | 24   | 24   | 24   | 22   | 22   | 20   | 12   | 12   |      | 12   |
| Wasserball         |      |      |      |      |      |      |      |      |      | 11   | 11   | 11   | 11   | 13   |      |      |      |      |      |      |
| Wasserspringen     |      |      |      |      | 1    |      |      |      |      | 2    |      |      | 2    |      |      | 6    | 6    | 5    |      |      |

## Medaillen nach Sportart
| Sportart       | Gold | Silber | Bronze | Gesamt |
| Boxen          | 37   | 19     | 17     | 73     |
| Leichtathletik | 10   | 14     | 17     | 41     |
| Ringen         | 9    | 6      | 7      | 22     |
| Judo           | 6    | 14     | 16     | 36     |
| Fechten        | 5    | 3      | 3      | 11     |
| Baseball       | 3    | 2      | 0      | 5      |
| Volleyball     | 3    | 0      | 2      | 5      |
| Gewichtheben   | 2    | 1      | 2      | 5      |
| Taekwondo      | 1    | 2      | 2      | 5      |
| Schießen       | 1    | 0      | 3      | 4      |
| Kanusport      | 0    | 3      | 0      | 3      |
| Schwimmen      | 0    | 1      | 1      | 2      |
| Radsport       | 0    | 1      | 0      | 1      |
| Segeln         | 0    | 1      | 0      | 1      |
| Basketball     | 0    | 0      | 1      | 1      |
| Gesamt         | 77   | 67     | 71     | 215    |